# Enceintes et fortifications de Rabat

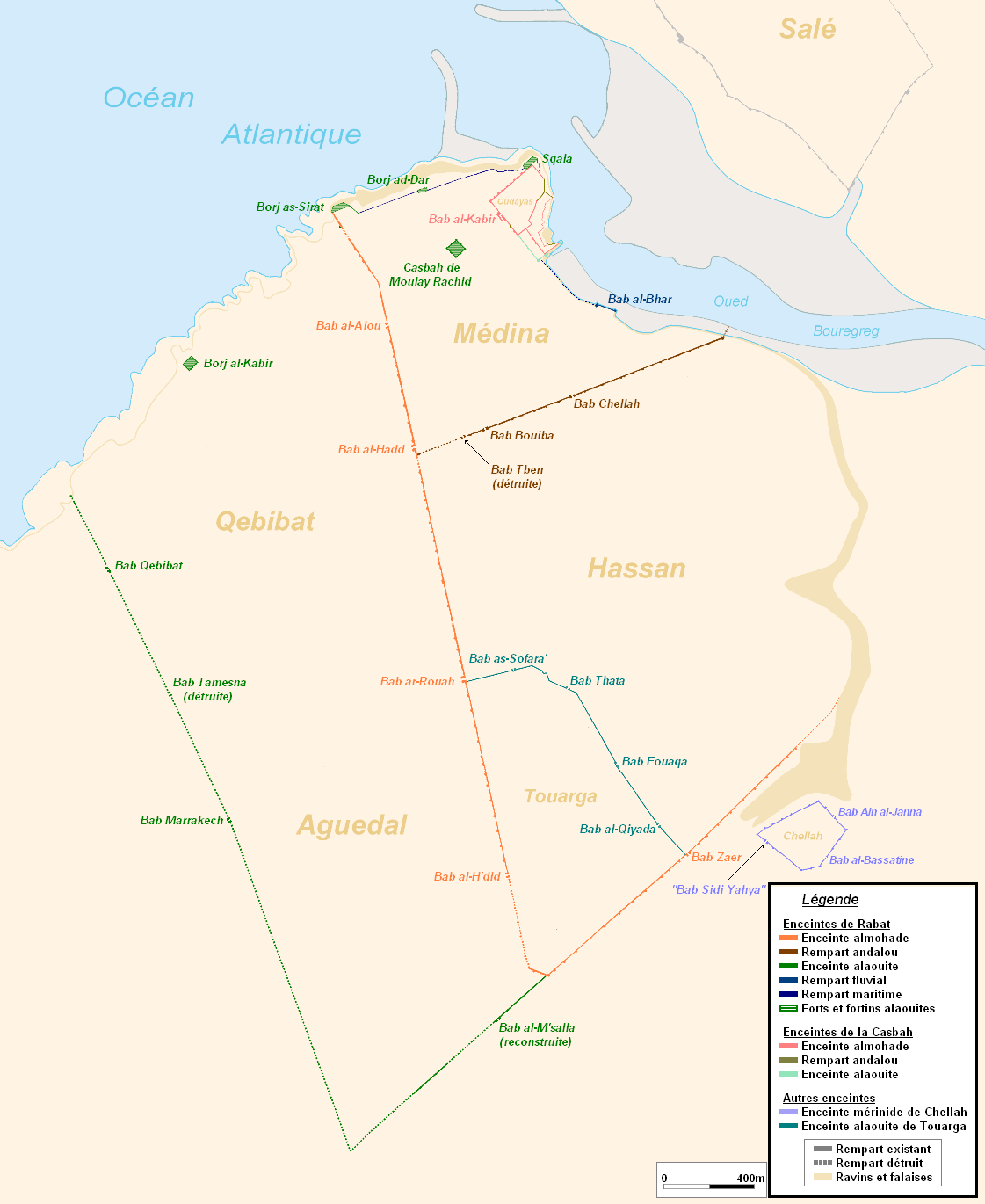
Carte des différentes enceintes et fortifications de Rabat

Les enceintes et fortifications de Rabat, capitale du Maroc, font amplement partie de son patrimoine historique. La ville a été délimitée au cours de son histoire par trois enceintes principales, construites successivement à la fin du XIIe siècle, au début du XVIIe siècle et au début du XIXe siècle, respectivement sous la dynastie des Almohades, par les Morisques et sous la dynastie des Alaouites. 
D'autres fortifications délimitent partiellement la ville, tel le rempart maritime remontant à l'ère mérinide et le rempart fluvial, plus difficile à dater. Par ailleurs, les cités de la kasbah des Oudayas et de Touarga disposent d'enceintes, la première ayant été construite au XIIe siècle et étendue au XIXe siècle, et la seconde édifiée au XIXe siècle. Une autre enceinte, extra-muros, du XIVe siècle, entoure également la nécropole du Chellah, et enfin, plusieurs fortifications, principalement de l’ère alaouite, ont été conçues pour protéger la façade maritime rbatie.

## Enceinte almohade
L'enceinte almohade de Rabat délimite, à sa construction, les faces ouest et sud de la cité, le nord et l'est étant délimités par la mer et la falaise surplombant le fleuve Bouregreg. Elle est construite en l'an 1197, sous le calife Abu Yusuf Yaqub al-Mansur. 
L'enceinte est longue de plus de 5,2 km, délimitant une superficie d'environ 450 ha. Elle est d'une épaisseur moyenne de 2,37 m et de hauteur variant entre 7,55 et 10,31 m. L'extrémité orientale de la face sud de l'enceinte, soit plus de 400 m, a été détruite lors de l'aménagement de la ville nouvelle pendant le premier quart du XXe siècle.  

### Fortifications de l'enceinte almohade
L'enceinte almohade est fortifiée de tours barlongues ainsi que d'un chemin de ronde d'environ 1,37 m de largeur moyenne, protégé par un parapet surmonté de merlons à pyramidion dotés de meurtrières.
Actuellement au nombre de 74, le nombre de tours barlongues est à l'origine supérieur, plus d'une vingtaine de tours ayant disparu, certaines s’étant effondrées (cas de plusieurs tours entre Bab el-Hadd et Bab el-Alou), d'autres ayant été détruites ou annexées à d'autres constructions (cas de plusieurs tours au sud de Bab er-Rouah intégrées aux constructions du palais royal). 
Le chemin de ronde, en grande partie ayant disparu à cause de l'érosion, ne subsiste de manière intacte que dans la partie de l'enceinte comprise entre Bab er-Rouah et Bab el-Hadd. Ailleurs, les merlons à pyramidion et le parapet intérieur ont disparu.
Deux bastions marquent les extrémités de la face ouest de l'enceinte :
- au nord, un bastion à trois pans datant de l’ère alaouite, situé à proximité du borj[1] as-Sirat, percé de trois embrasures à canon, soit une surmontant chaque pan ;
- au sud, un bastion à quatre pans marque la jonction des faces ouest et sud de l'enceinte almohade ; percé de deux embrasures à canons, surmontant les deux pans centraux, et de deux meurtrières, surmontant les pans latéraux, il est utilisé en tant que poste de garde du palais royal.

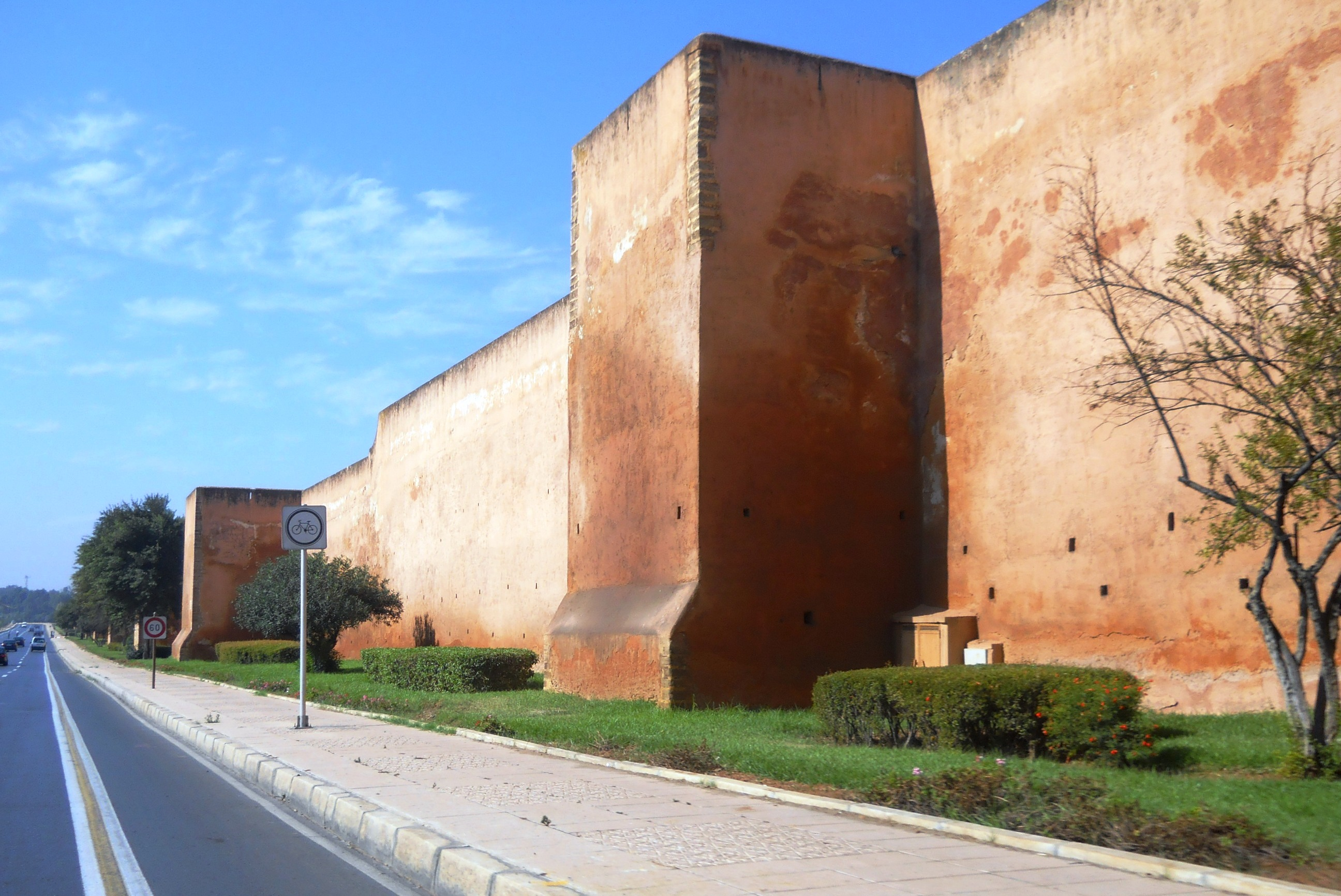
Vue du rempart almohade à l'ouest de Bab Zaer
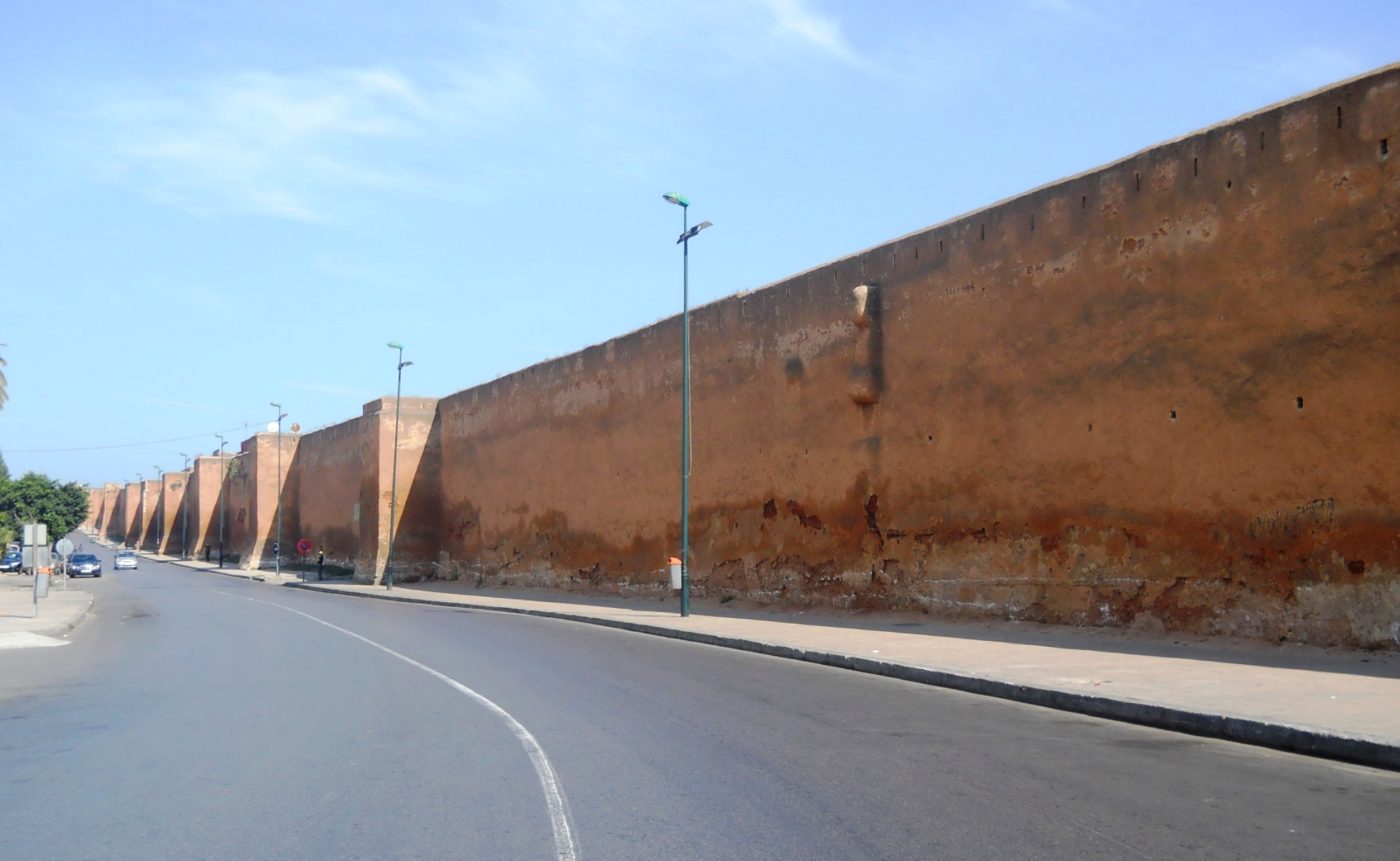
Vue du rempart almohade entre Bab el-Hadd et Bab el-Alou ; au premier plan, les traces d'une tour effondrée
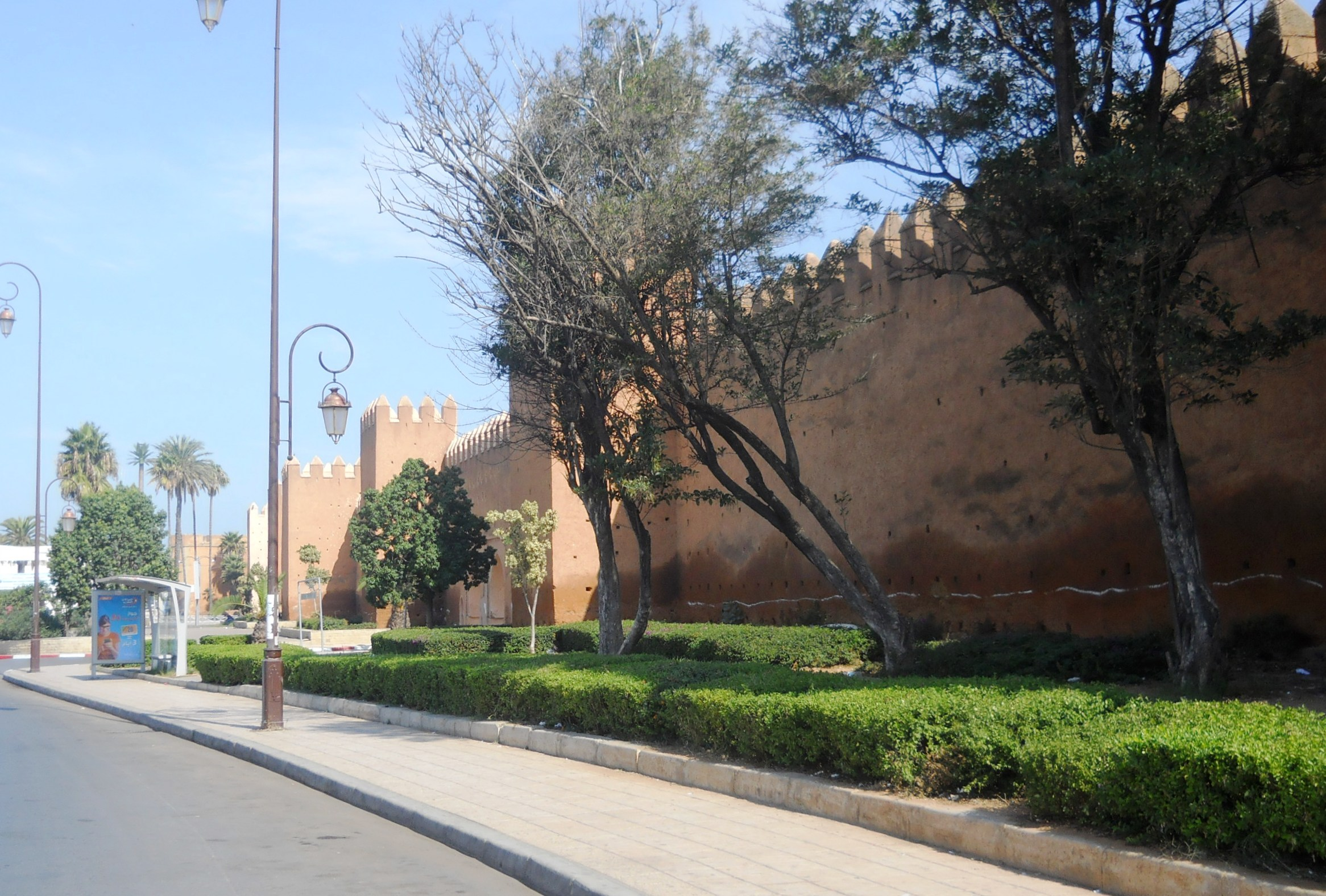
Vue du rempart almohade entre Bab el-Hadd et Bab er-Rouah, seule section où le chemin de ronde subsiste intégralement
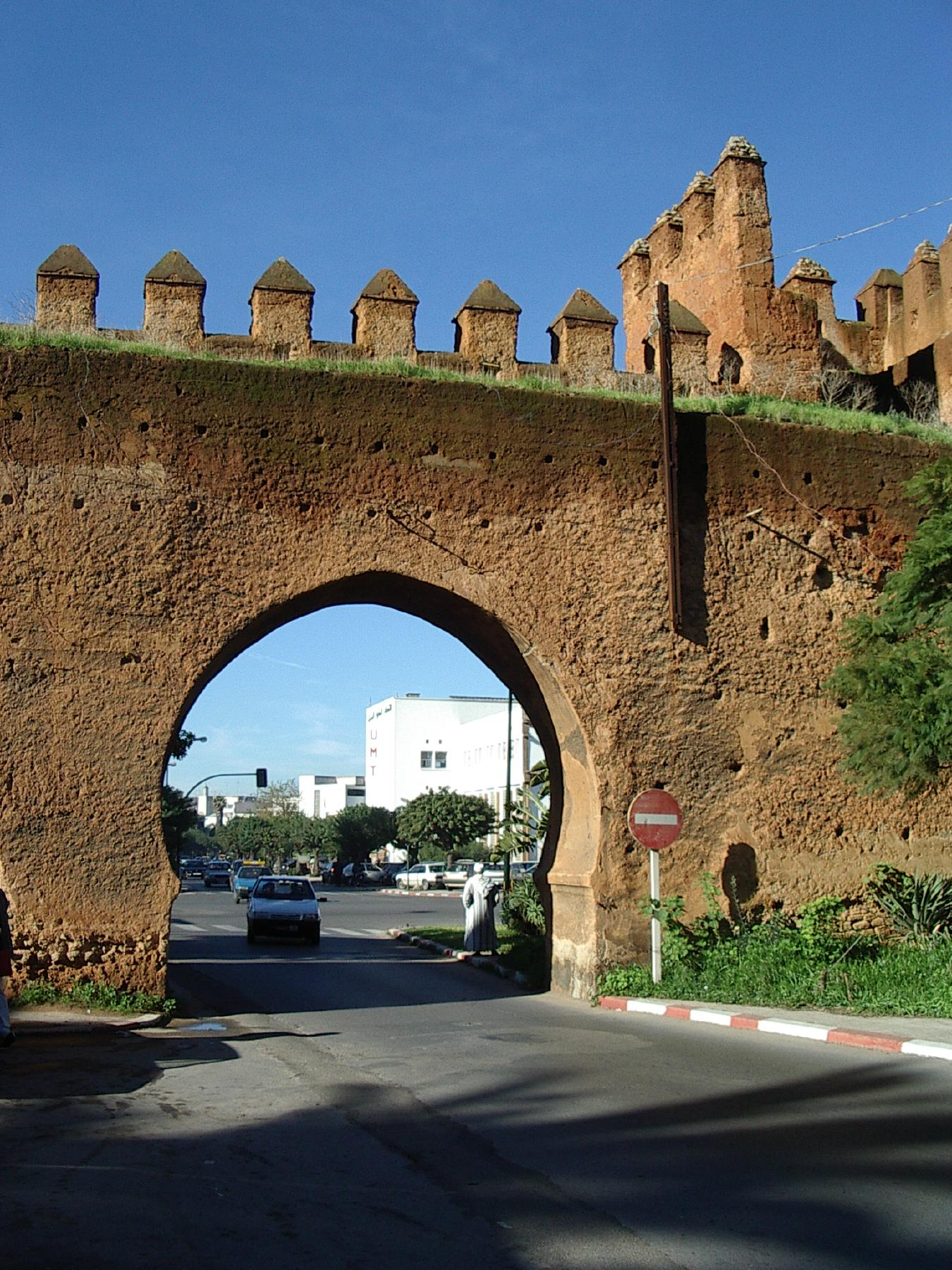
Ouverture en arc percée dans la muraille permettant la circulation d'automobiles ; au-dessus, le chemin de ronde et ses protections
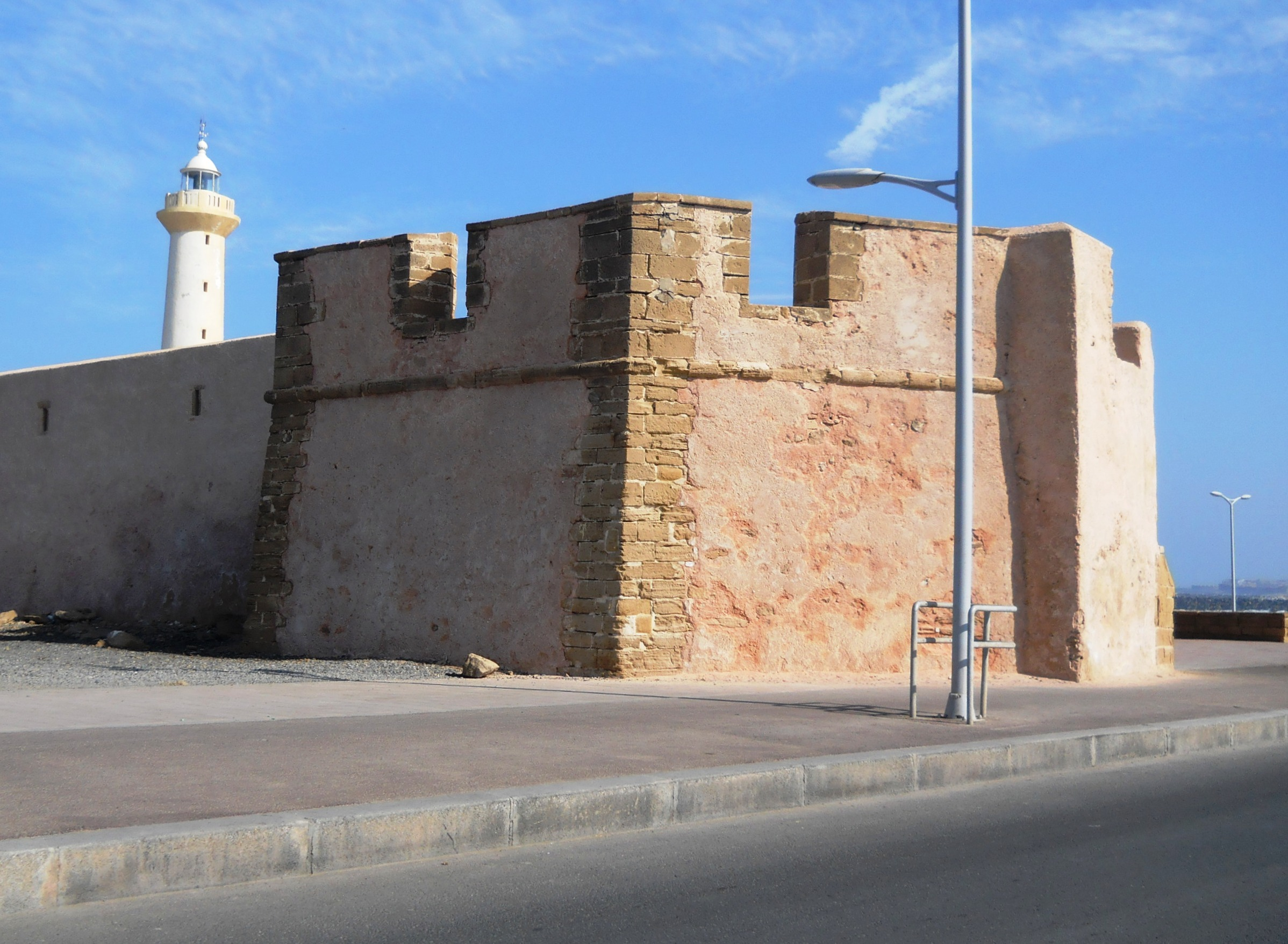
Le borj alaouite à 3 pans marquant la limite nord de l'enceinte almohade
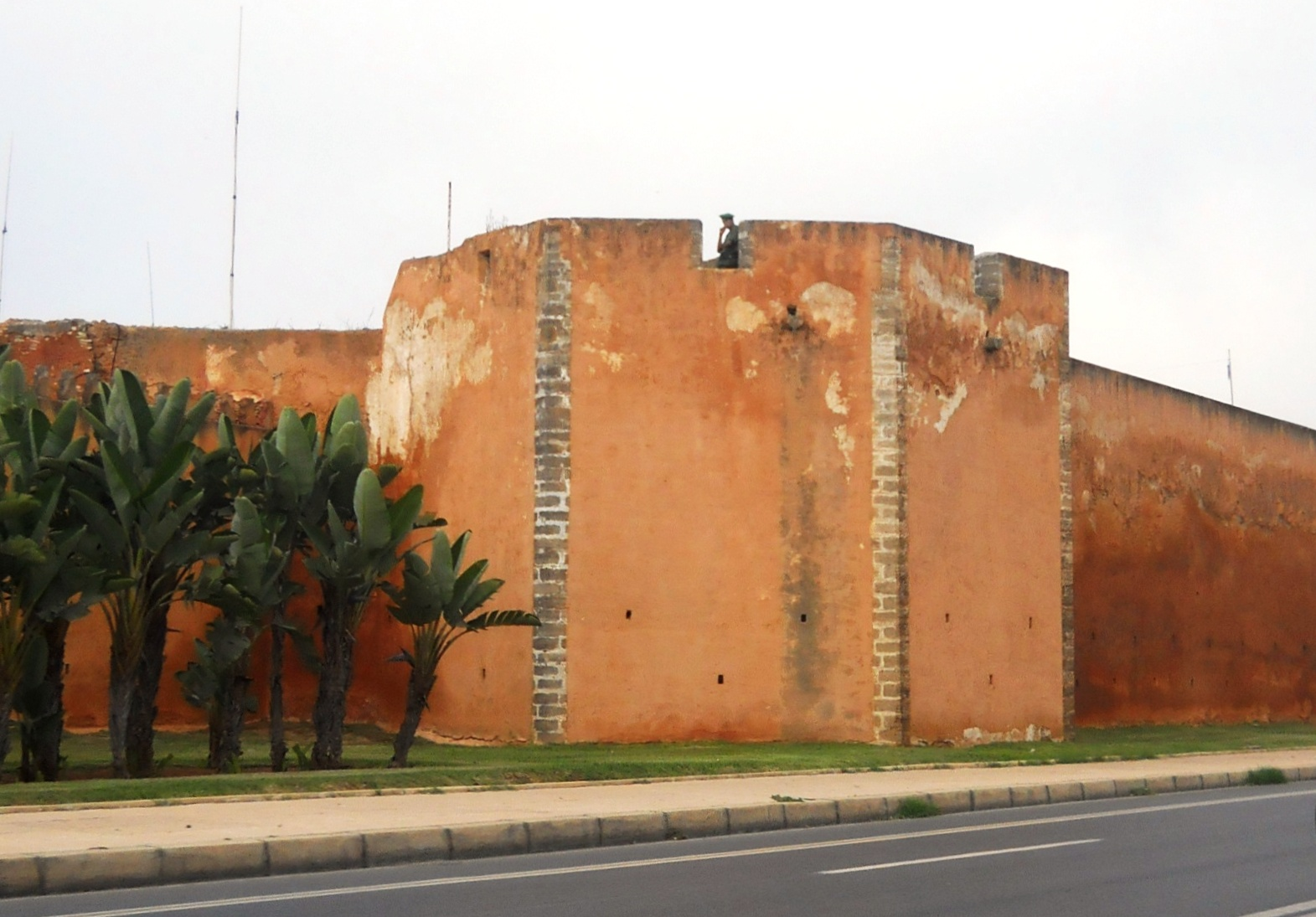
Le borj à 4 pans de la pointe sud de l'enceinte almohade

### Portes de l'enceinte almohade
L'enceinte almohade est percée –à l'origine– de 5 portes, toutes ayant, à l'origine, 4 coudes. La face ouest compte 4 portes, respectivement, du nord au sud, Bab el-Alou, Bab el-Hadd, Bab er-Rouah et Bab el-H'did. La face sud compte quant à elle une seule porte, Bab Zaer.
- Bab el-Alou (porte de la Hauteur), ouverte à quelque 544 m de l'océan, elle se situe à l'extrémité ouest au boulevard el-Alou, qui mène à la Grande Porte de la kasbah des Oudayas et permet l’accès au nord de la Médina. Elle est haute de 10,85 m, large de 19,2 m et profonde de 20,92 m[3].
- Bab el-Hadd (porte de la Sentence), située à plus de 550 m au sud de Bab el-Alou, près de l'extrémité ouest de la muraille des Andalous et permet l’accès au sud de la Médina. Elle est large de 21,96 m, haute de 11,8 m et profonde de 23,22 m[4].
- Bab er-Rouah (porte du Va-et-vient), la plus importante et la plus imposante des portes de l'enceinte almohade, elle se situe à environ 1 km au sud de Bab el-Hadd. Elle mesure 28,01 m de largeur sur 26,93 m de profondeur, pour une hauteur de 12 m[5].
- Bab el-H'did (porte de Fer), située plus de 900 m au sud de Bab er-Rouah, elle fait partie depuis le XVIIIe siècle du palais royal. Elle ne sert plus de porte depuis et n'est plus accessible au public[6]. Elle mesure 21,21 m de largeur pour 22,8 m de profondeur. Dans son état actuel, elle comporte en sa partie supérieure une extension construite après sa conversion en pavillon du Palais royal.
- Bab Zaer (porte des Zaers), seule porte percée sur la face sud, située en son milieu. Elle est haute de 9,71 m, large de 12,59 m et profonde de 18,24 m[7].

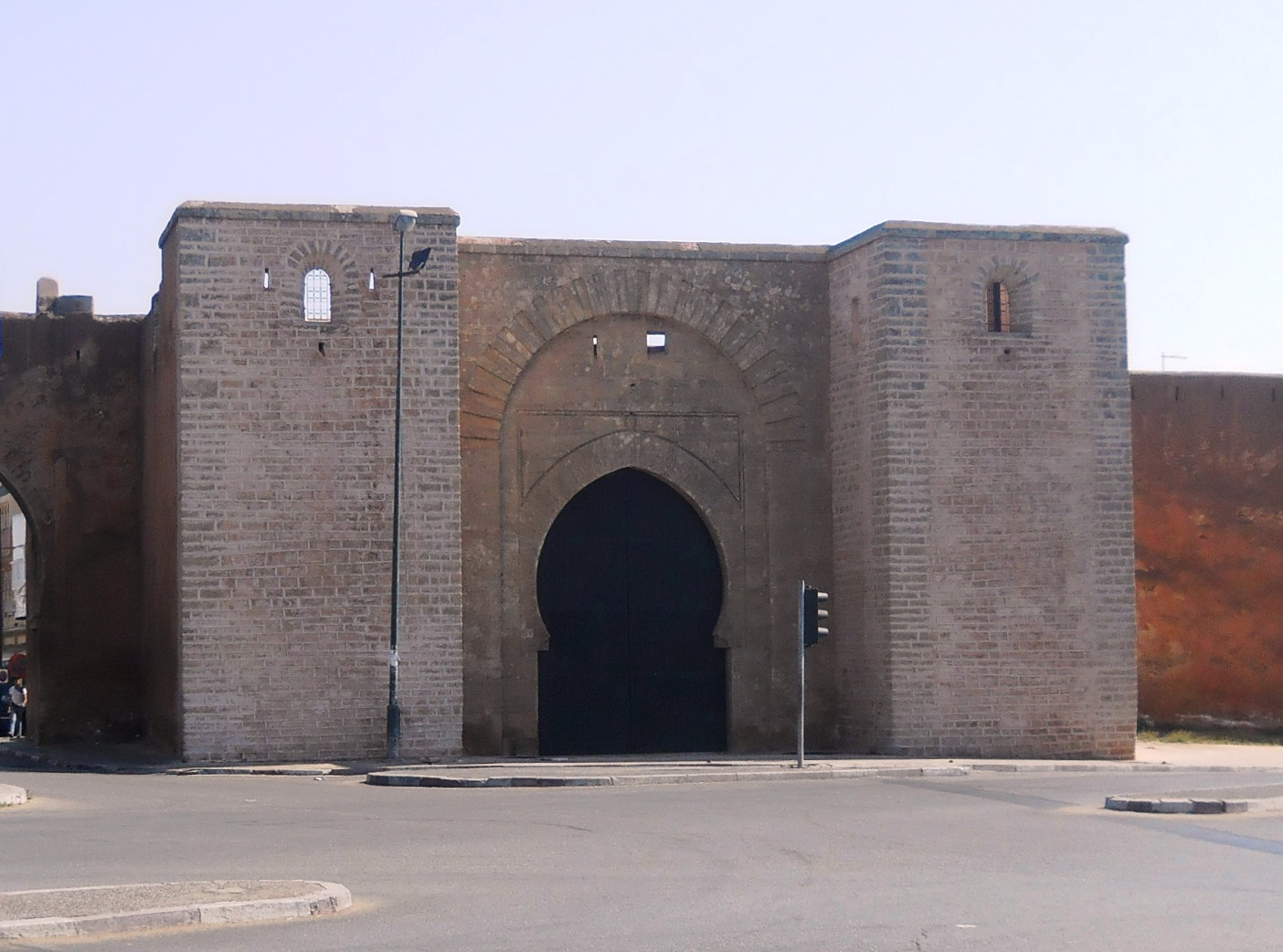
Bab el-Alou
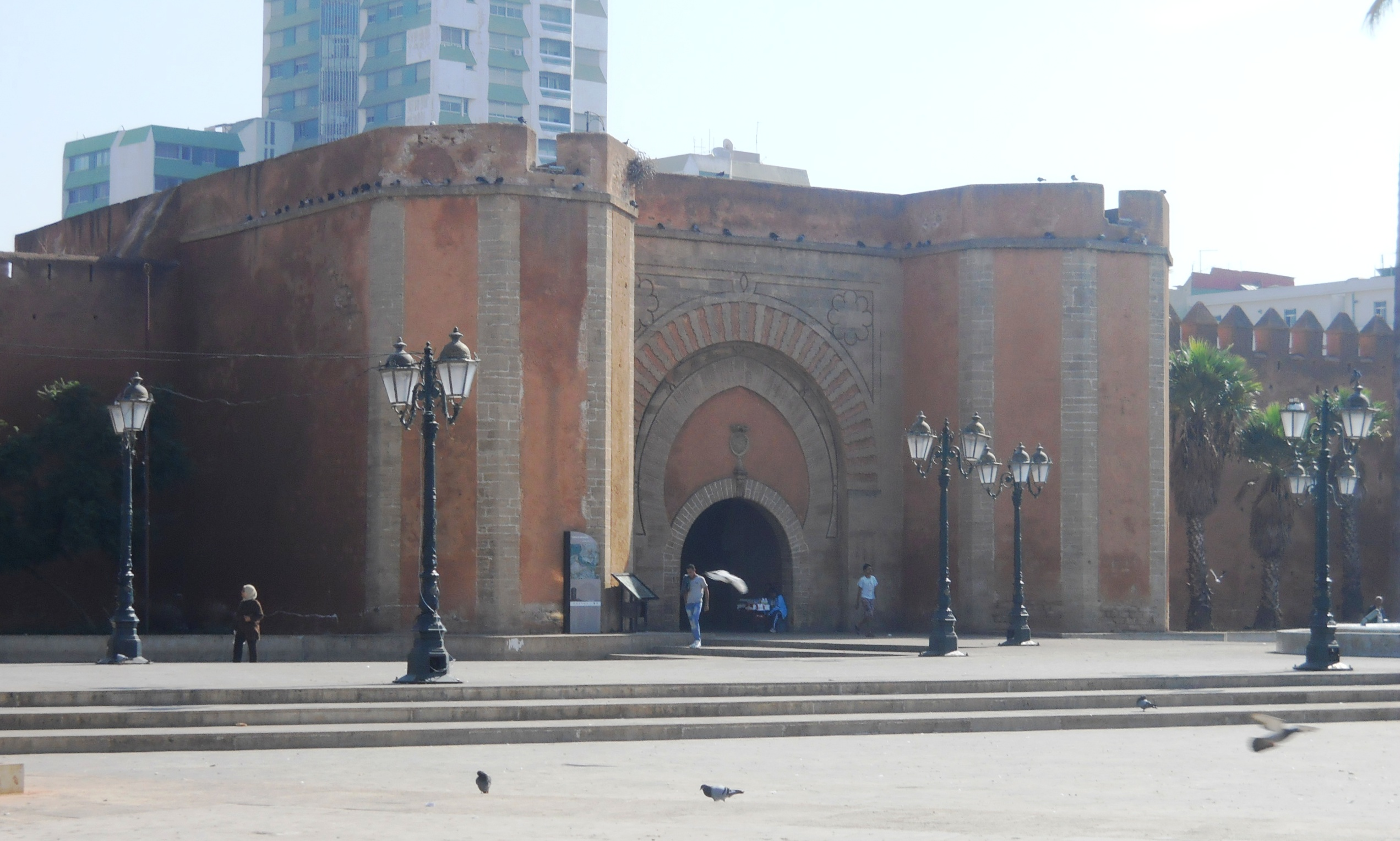
Bab el-Hadd
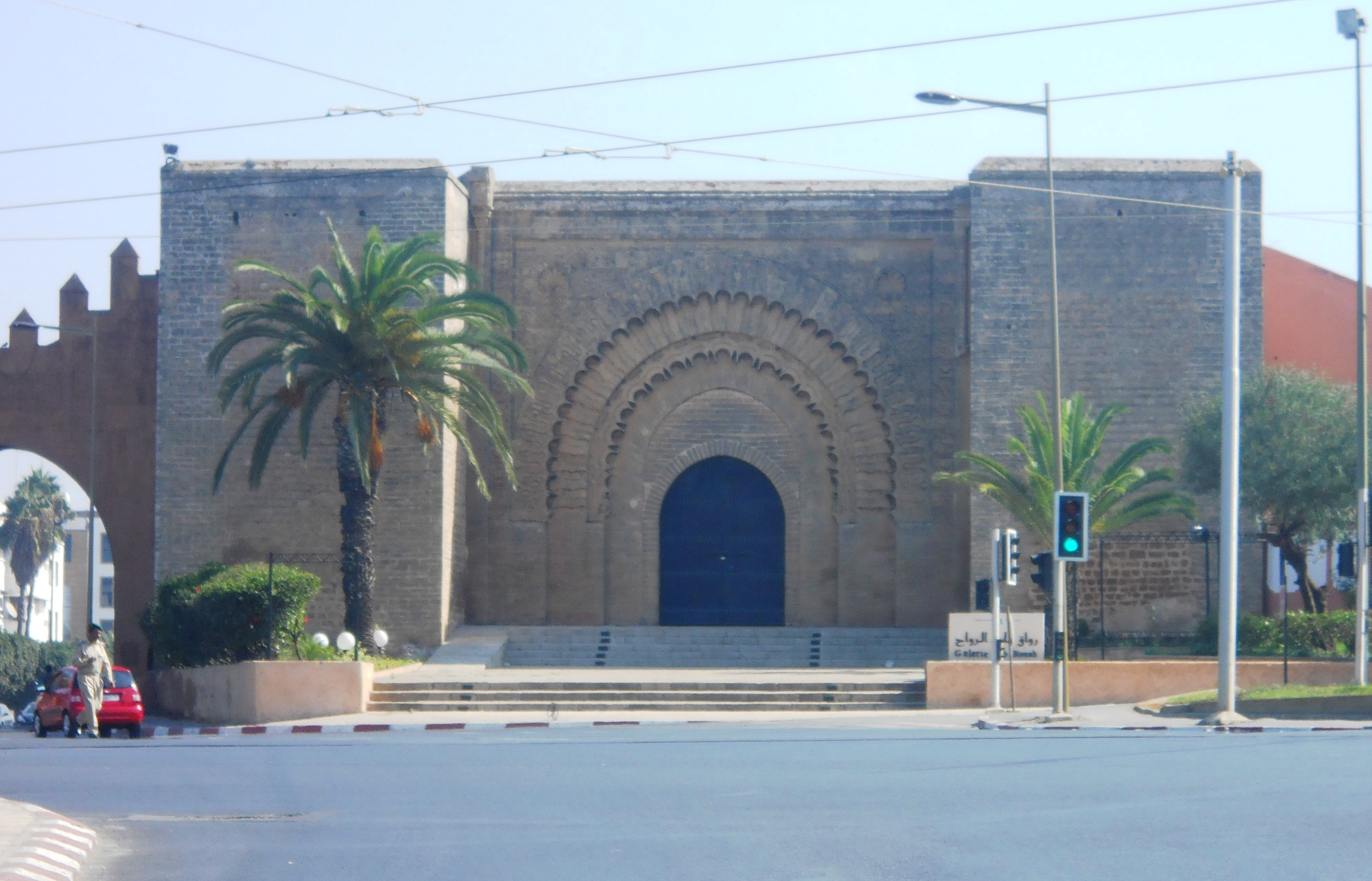
Bab er-Rouah
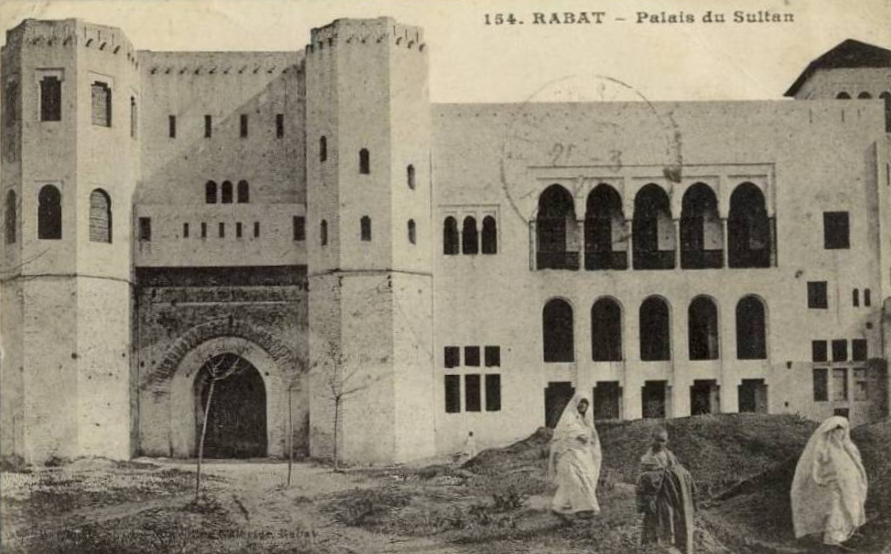
Bab el-Hdid dans les années 1920, à gauche
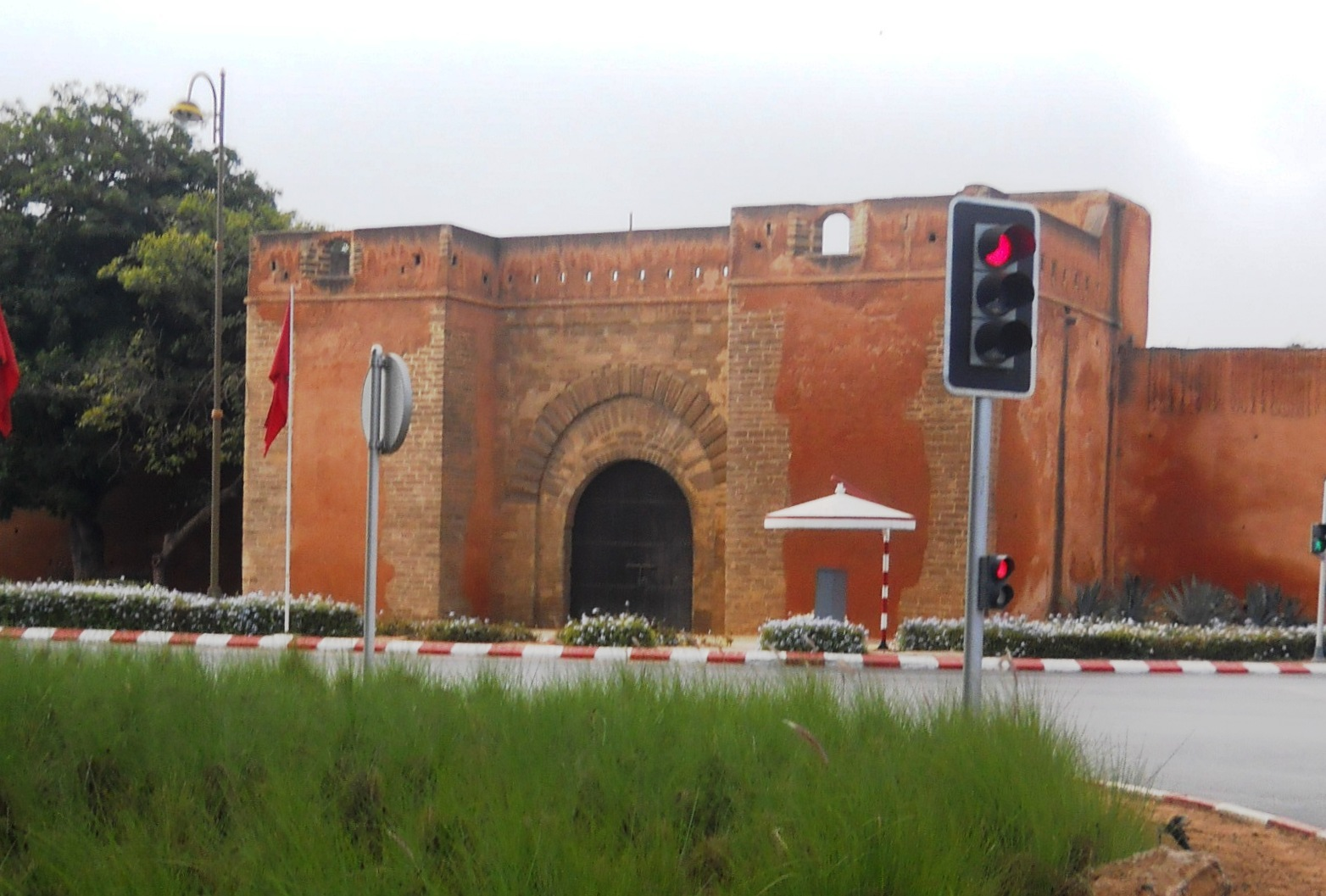
Bab Zaer

Depuis le XIXe siècle, une partie de l'enceinte almohade sert également d'enceinte de la cité de Touarga, en délimitant ses faces ouest et sud-est. Plusieurs portes ont depuis été percées afin de permettre l'accès à la cité: 
- Une porte, réplique de Bab es-Soufara et Bab el-Qiyada el-Olya et dénommée Bab Ahl Fès, percée à mi-chemin entre Bab er-Rouah et Bab el-H'did.
- Une seconde porte plus récente dénommée Bab Messaoud, percée à moins de 180m au sud de Bab er-Rouah, permet l'accès à la caserne de la Garde royale depuis le nord du quartier de l'Agdal.
- Bab Sidi Bouazza, entre Bab Messaoud et Bab el-H'did, porte jadis réservée aux soldats et au Makhzen sultanien.
- Une ouverture dans la muraille almohade, située à un peu plus de 600m à l'ouest de Bab Zaer, permet l'accès au Méchouar de Touarga depuis le quartier Souissi.

## Muraille des Andalous

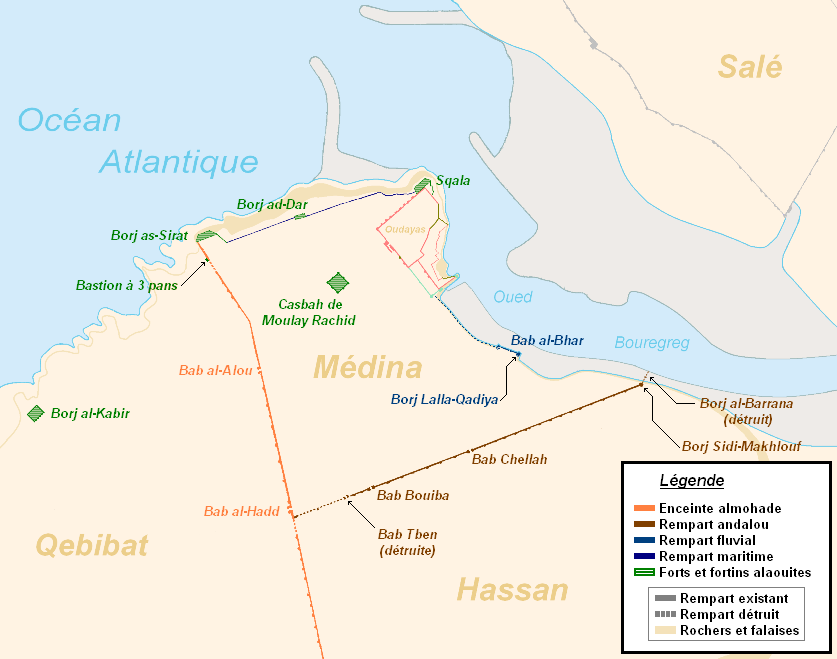
Murailles, portes et fortifications de la Médina de Rabat

La muraille des Andalous, ou Muraille andalouse, délimite la partie méridionale de la Médina. À sa construction au début du XVIIe siècle, elle délimite la partie où s'installent les réfugiés morisques de la partie sud de la cité almohade projetée, pratiquement inhabitée et occupée principalement par des champs.
Longue de plus de 1,4 km, la hauteur de la muraille varie entre 4,9 m et 5,5 m pour une épaisseur moyenne de 1,65 m.

### Fortifications de la muraille des Andalous
La muraille est flanquée de 26 tours barlongues et est fortifiée d'un chemin de ronde, d'une largeur comprise entre 1,3 m et 1,5 m, protégé par un parapet de 1,65 m percé de meurtrières.
La muraille aboutit, à l'est, au borj Sidi-Makhlouf, un bastion de forme ronde percé de meurtrières et d'embrasures à canon, auquel est accolé une tour.
Une extension de la muraille des Andalous au-delà du borj Sidi-Makhlouf comprenait une muraille simple aboutissant au borj al-Barrana, situé sur la berge gauche du Bouregreg. Cette extension a été détruite au début du XXe siècle (entre 1913 et 1914) et il n'en subsiste plus aucune trace.

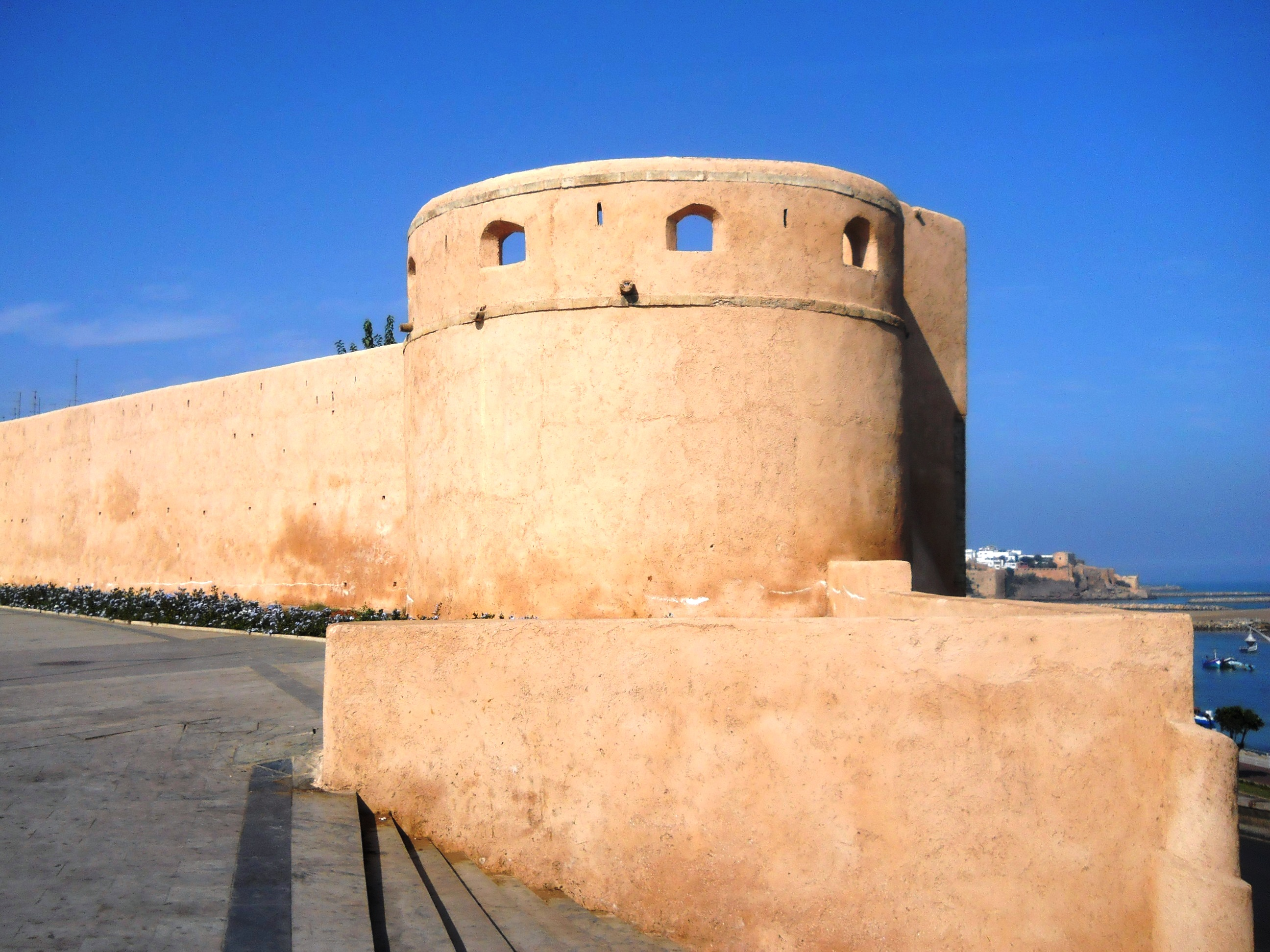
Le borj Sidi-Makhlouf, à l'extrémité orientale de la muraille des Andalous
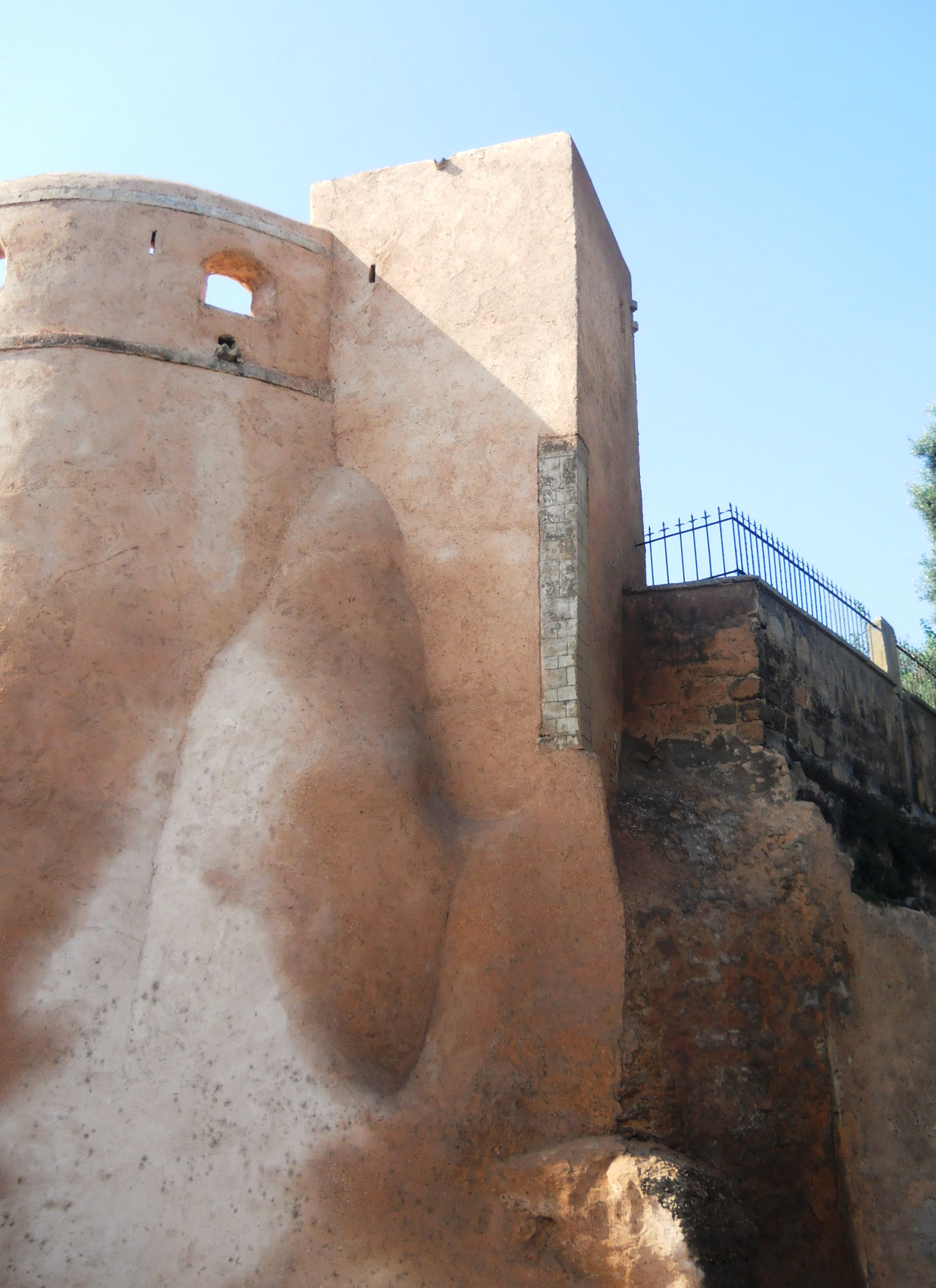
Tour barlongue accolée au borj Sidi-Makhlouf
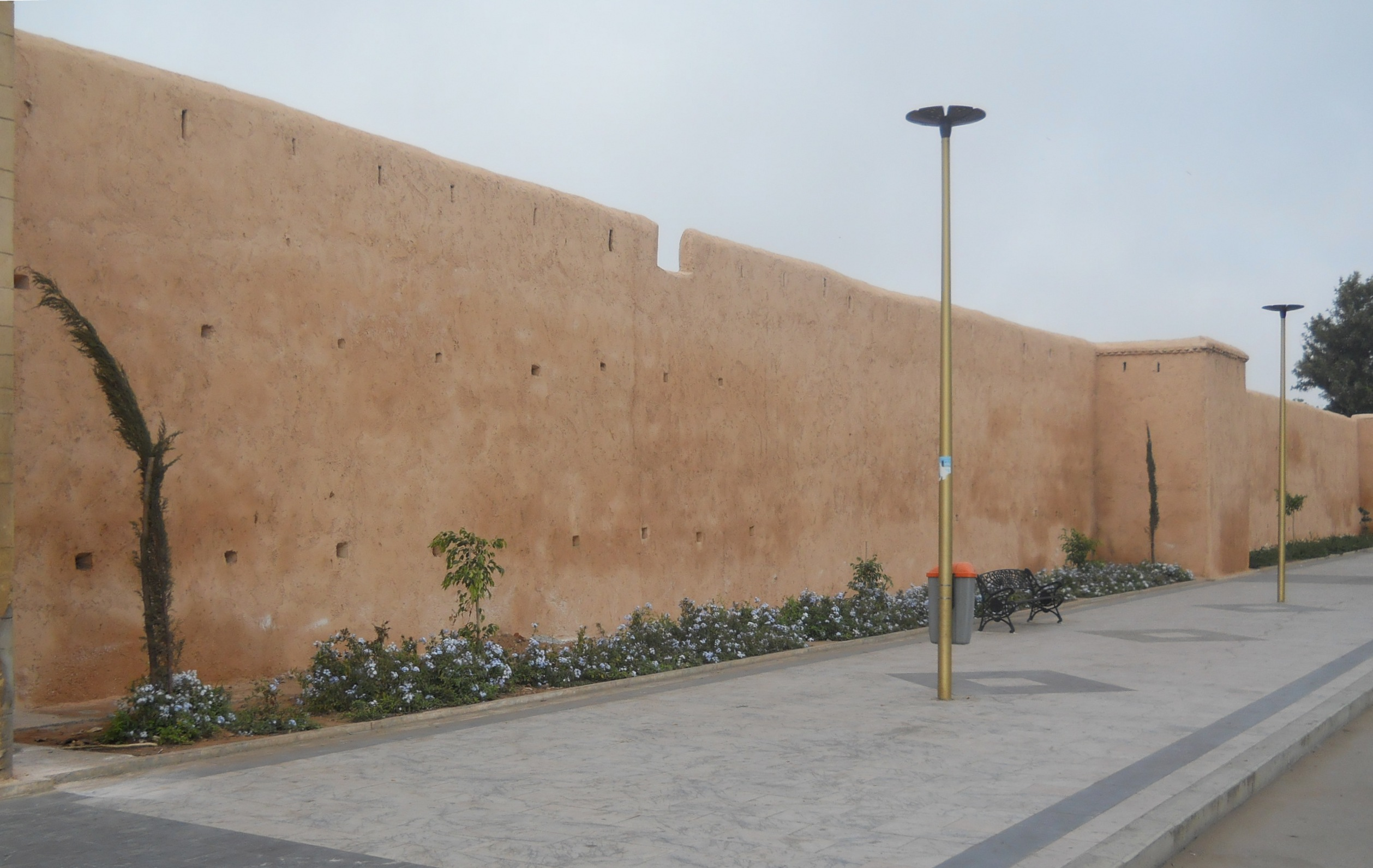
Une courtine de la muraille des Andalous, entre Bab Chellah et Sidi Makhlouf
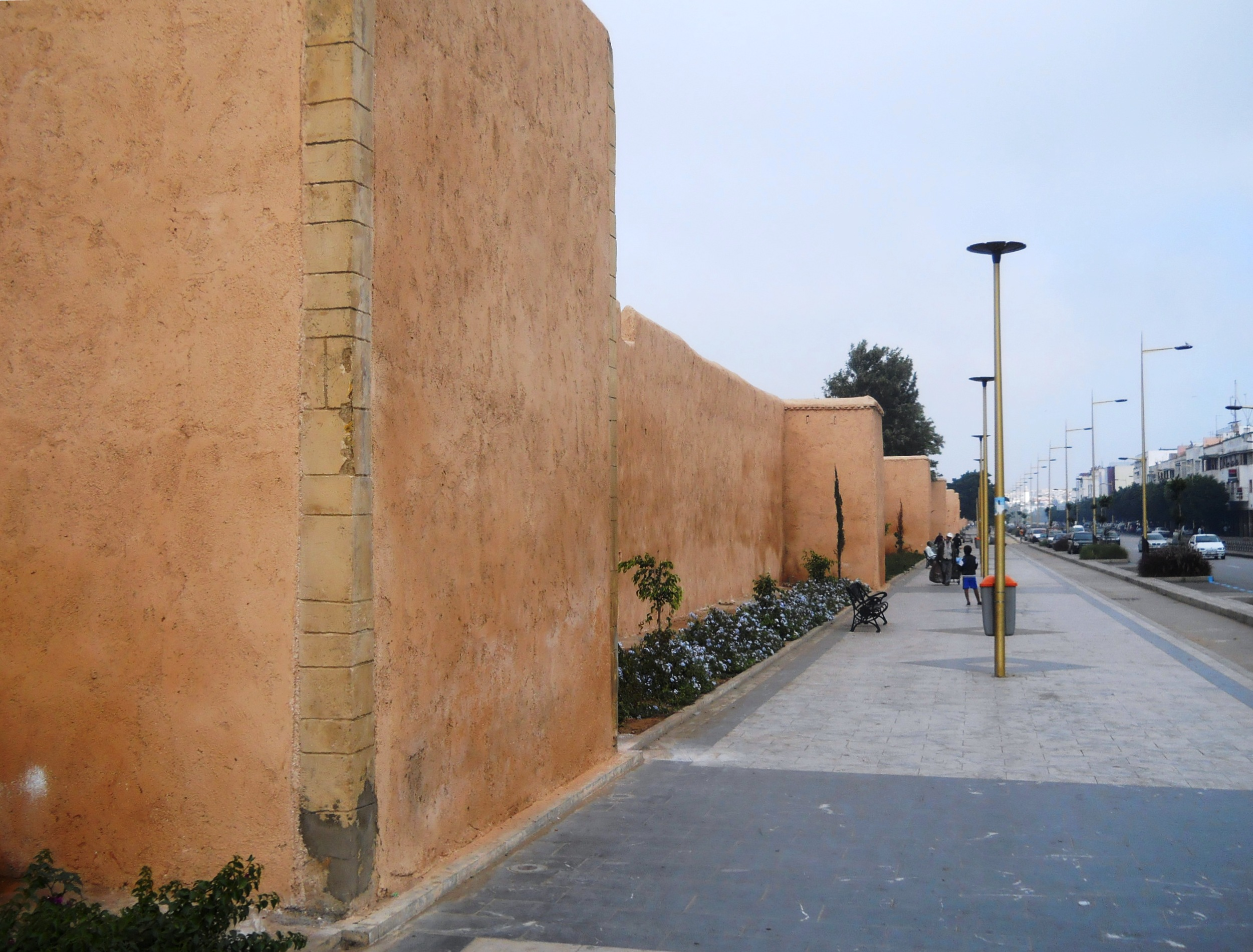
Vue de la muraille des Andalous et ses tours
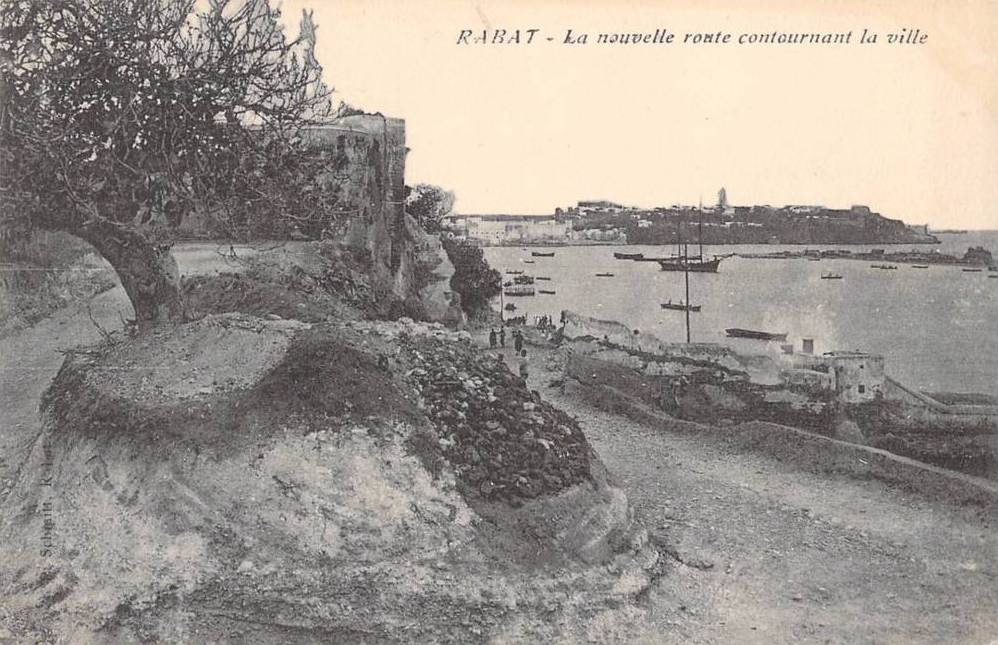
Le borj al-Barrana (en bas à droite) en 1913, peu avant sa destruction.

### Portes de la muraille des Andalous
La muraille des Andalous est percée, à l'origine, de 3 portes, respectivement d'ouest en est Bab et-T'ben, Bab el-Bouiba et Bab Chellah.
- Bab et-Tben (porte du Foin) se trouvait à l'extrémité de la rue Legza, elle a été détruite dans les années 1920, en même temps qu'une partie de la muraille des Andalous, lors de l'aménagement du Marché Central.
- Bab el-Bouiba (Petite porte) se trouve à l'extrémité de la rue Sidi-Fateh.
- Bab Chellah (porte du Chellah) se trouve à l'extrémité de la rue du même nom. La porte actuelle a été construite au début du XIXe siècle à l'emplacement de la porte préexistante datant de la construction de l'enceinte.

Une quatrième porte, dite Bab Dar el-Baroud (porte de la Poudrière), datant du XVIIIe siècle, était située entre l'enceinte almohade et Bab et-Tben et a été détruite en même temps que cette dernière. Elle donnait accès depuis la ville à la poudrière de Rabat, qui occupait l'angle entre les murailles almohade et andalouse, du côté extérieur de la médina.
Deux ouvertures dans la muraille des Andalous ont été aménagées au XXe siècle à l'est de Bab Chellah, permettant la circulation automobile et l'accès au quartier Ouaqqassa et à l'ancien Mellah depuis la ville nouvelle.

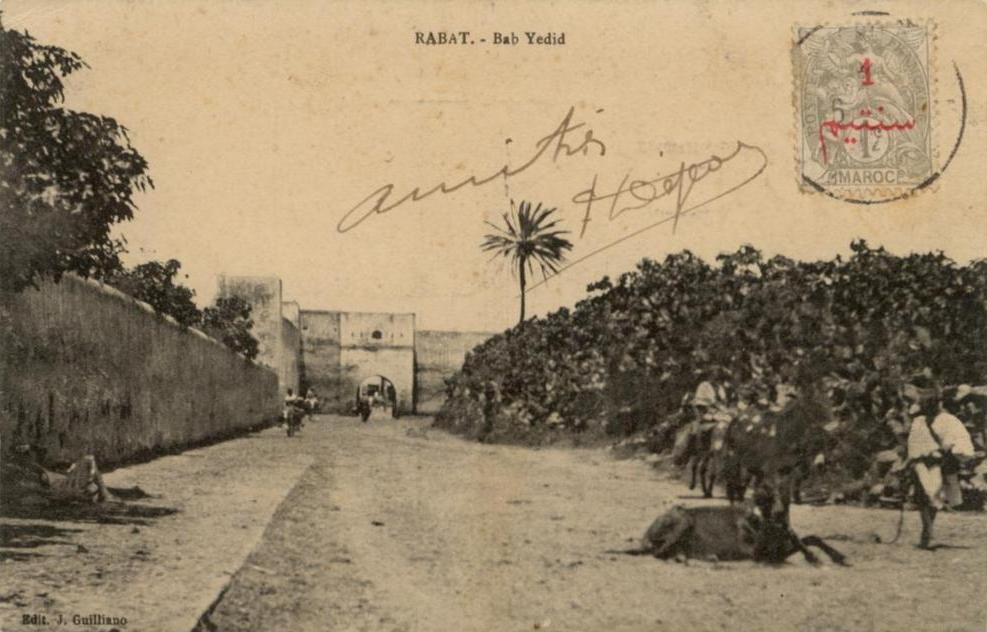
Carte postale datant de 1912, montrant Bab et-Tben (au fond) ; à gauche : l'enceinte de Dar el-Baroud
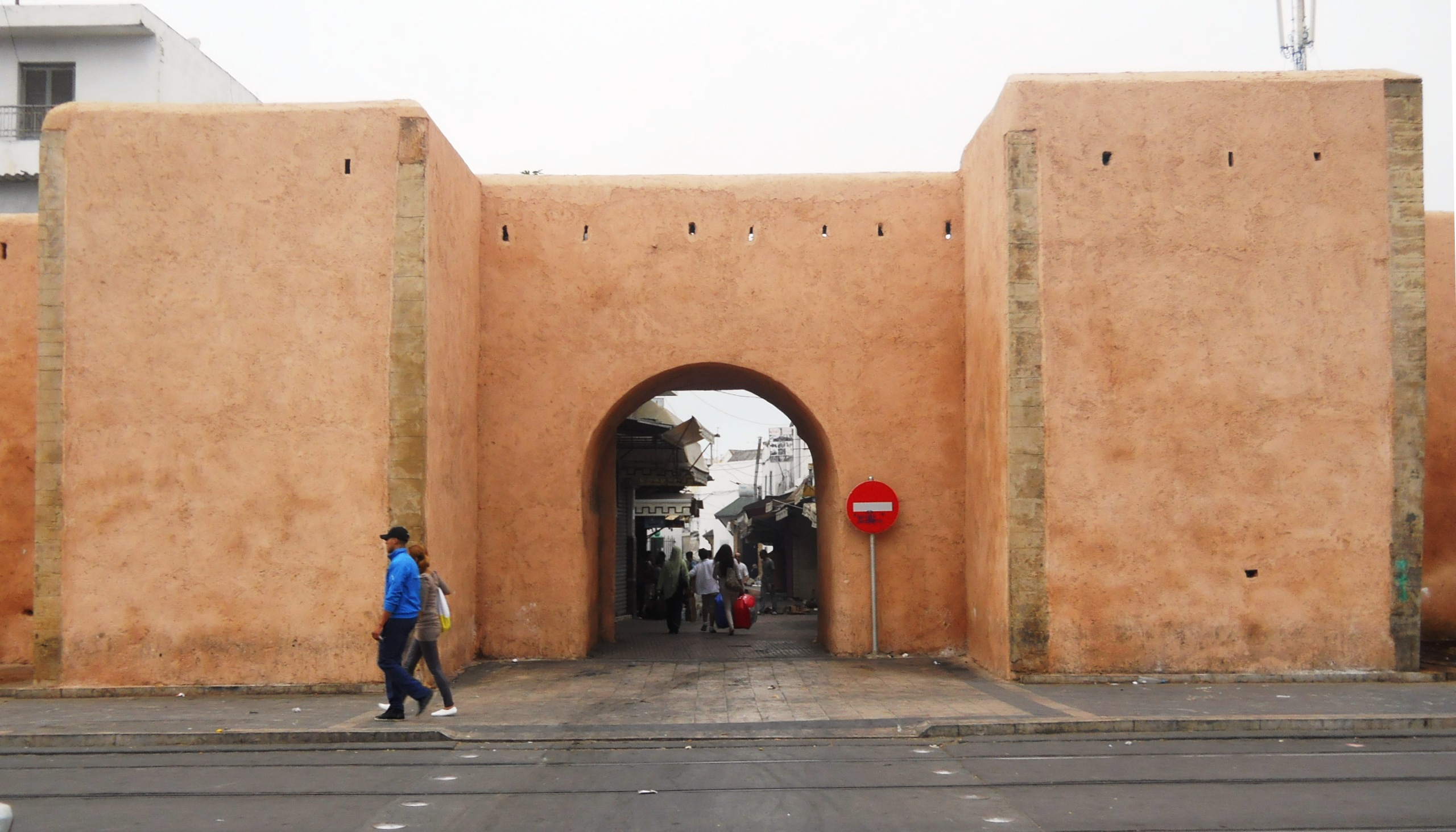
Bab el-Bouiba
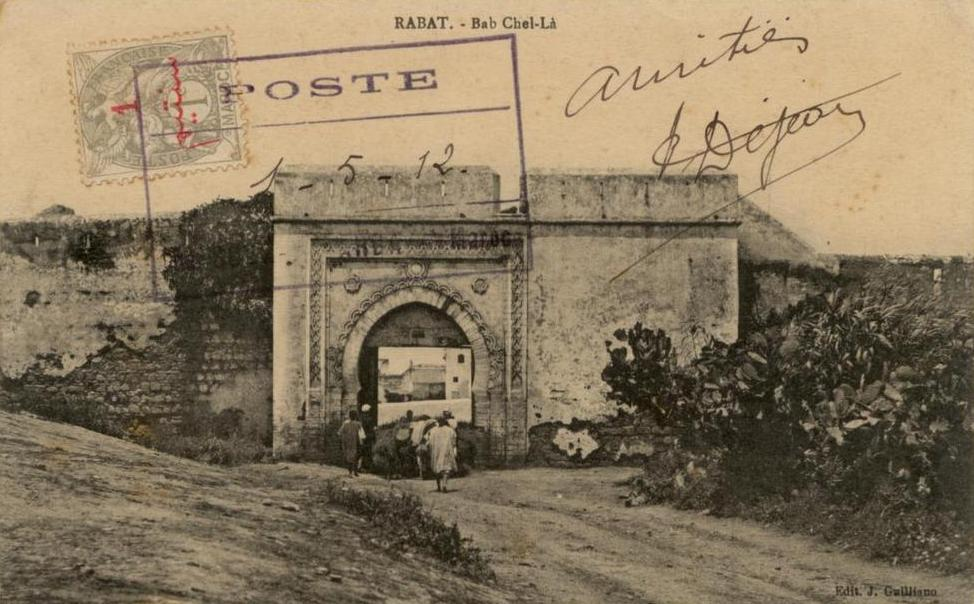
Carte postale datant de 1912, représentant Bab Chellah

## Enceinte alaouite
L'enceinte alaouite, construite à la fin du XVIIIe siècle, était longue de plus de 4,3 km, englobant plus de 420 ha, portant ainsi la superficie de la ville à 840 ha. Elle a été en grande partie détruite pendant le premier quart du XXe siècle, lors de l’aménagement de la ville moderne.

### Tracé
L'enceinte alaouite comprenait deux faces: une face ouest doublant l'enceinte almohade sur un tracé quasiment parallèle et une face sud constituant une continuité de la face sud de l'enceinte almohade, s'y embranchant au niveau de son extrémité sud-ouest.
La muraille sud longe l'actuelle avenue de l'Imam Malik puis l’allée sud du bois de Moulay Abdellah (prolongement de l'avenue Jaafar es-Sadik au-delà de la grille du parc), y délimitant le parc Agdal de la direction des Eaux & forêts et le club Ryad ; cette muraille est en partie préservée.
La muraille ouest s'embranchait à la précédente au niveau du croisement de l’allée sud du bois de Moulay Abdellah et de l'avenue Omar ibn al-Khattab. En direction du nord, son emprise suit l'avenue Omar ibn al-Khattab, la place Abdellah ibn Yassine, la rue Abou Hassan al-Ach'ari, la place de Tamesna puis l'avenue Kebibat jusqu’à la mer.

### Portes de l'enceinte alaouite
L'enceinte alaouite est percée, à l'origine, de 4 portes, dont trois sur la face ouest, respectivement du nord au sud, Bab el-Q'bibat, Bab Tamesna et Bab Marrakech. La face sud comprenait une seule porte, Bab el-Msalla, permettant l’accès au mur de prières, situé au sud de la ville, depuis les jardins du palais royal.
- Bab el-Q'bibat, percée près de 370 m de l'extrémité nord du rempart, mesure 15,5 m de largeur, 5,5 m de profondeur et 6,6 m de hauteur. La face intérieure est constituée de 3 ouvertures en arc, la face extérieure comportant une ouverture en arc unique[10].
- Bab Tamesna (ou Bab Temara), percée près de 620 m au sud de Bab el-Q'bibat, est analogue à cette dernière. Elle a été détruite en même temps que la majeure partie de l'enceinte. Elle se situait au niveau de l'actuelle Place Bab Tamesna[11].
- Bab Marrakech, percée à plus de 600 m au sud de Bab Tamesna, c'est une porte simple, saillante, de plan carré mesurant 3,4 m de côté[12].
- Bab el-Msalla, seule porte de la face sud de l'enceinte, elle a été reconstruite au XXe siècle et sert actuellement de porte d’accès au Palais royal depuis Rabat extra-muros (quartier Souissi)[13].

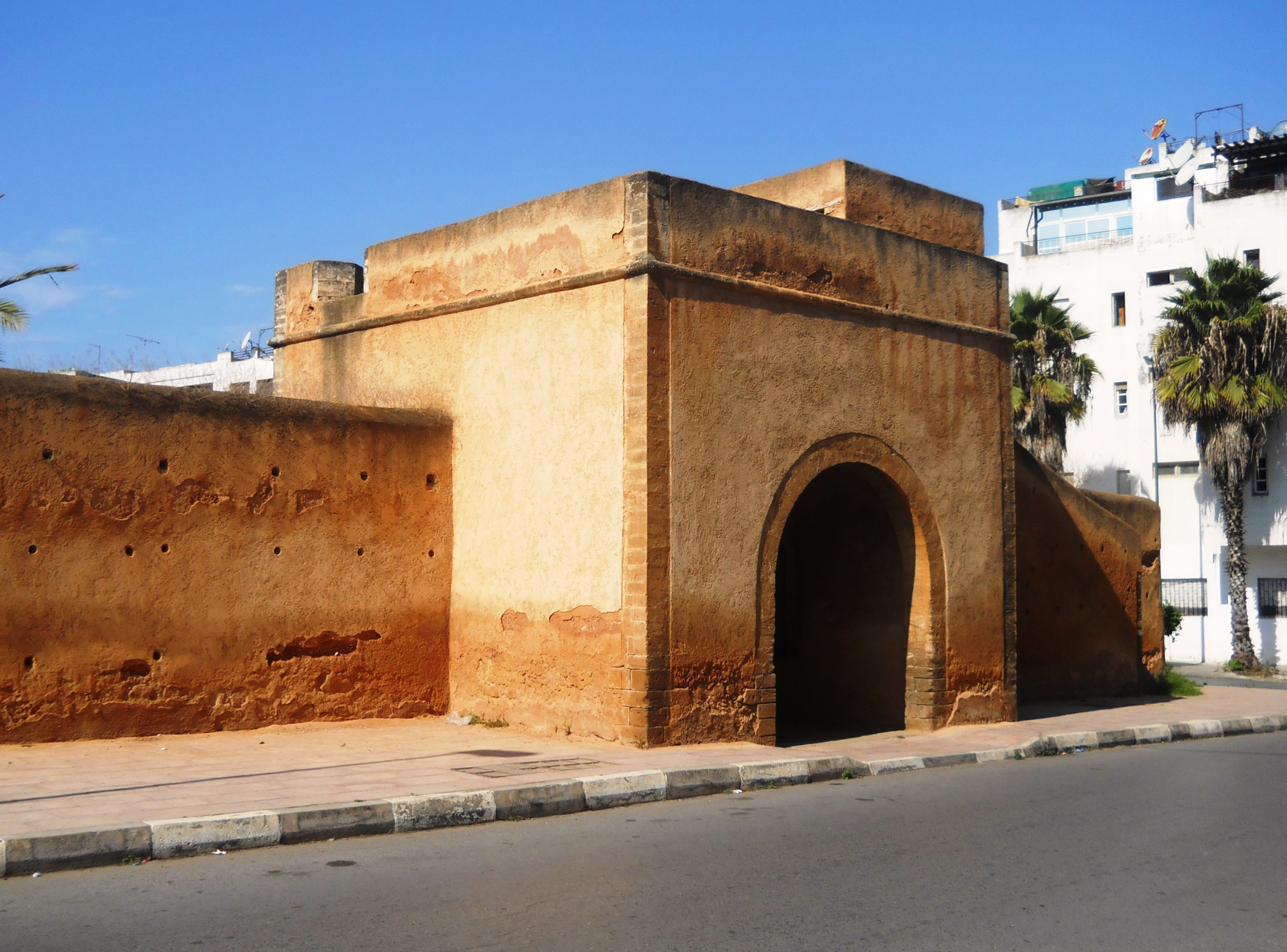
Bab Marrakech, un des rares vestiges subsistants de l'enceinte alaouite
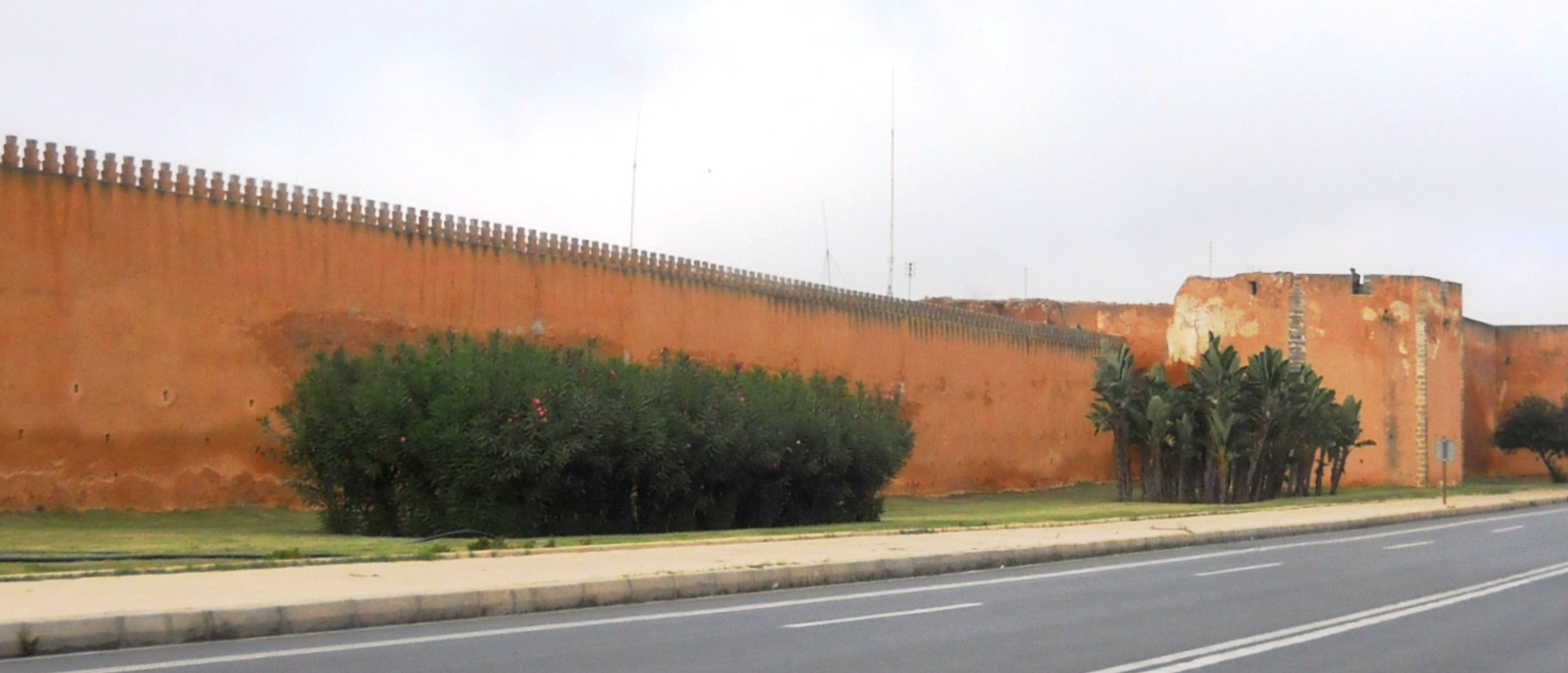
Pan subsistant de l'enceinte alaouite, entre le bastion sud de l'enceinte almohade et Bab el-Msalla

## Remparts et fortifications maritimes et fluviales

### Rempart fluvial
Le rempart fluvial de Rabat, dans son état actuel, est composé d'une muraille longue de 69 m, percée d'une porte, Bab el-Bhar, et est doté d'un bastion, le borj Lalla-Qadiya. Sa hauteur moyenne est de 4 m pour une épaisseur d'environ 1,73 m. Une muraille, détruite au début du XXe siècle, reliait la pointe nord-ouest du rempart fluvial à la pointe sud de l'enceinte de la Casbah.
Bab el-Bhar apparaît déjà en tant que débouché d'une des voies principales de la ville almohade lors de sa fondation à la fin du XIIe siècle, cependant le rempart et la porte actuels datent de la fin du XVIIIe siècle. 
Jusqu'au début du XXe siècle et la construction des berges du Bouregreg, le rempart donnait directement sur le fleuve et Bab el-Bhar (porte de la mer) permettait l'accès à la médina depuis les embarcations.

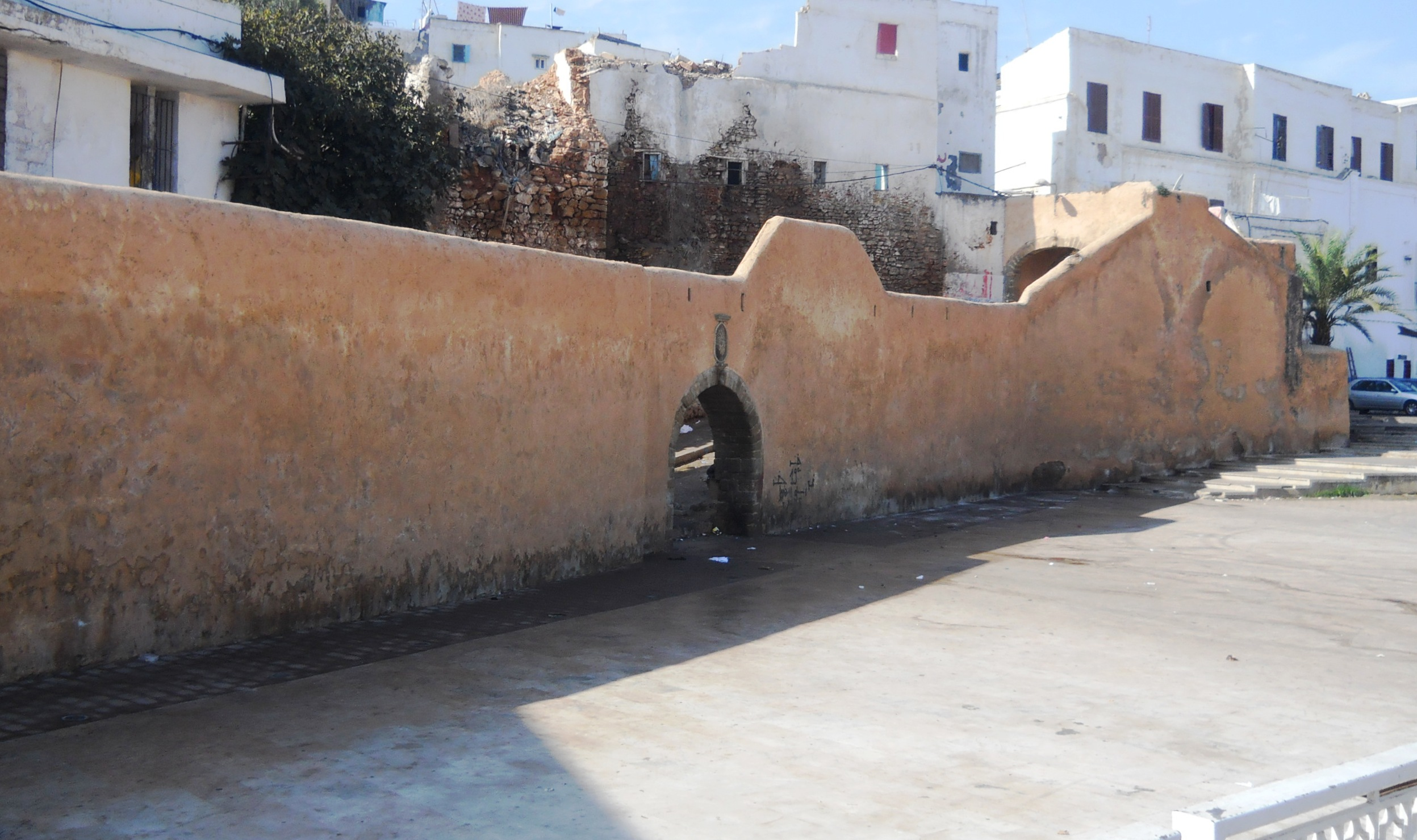
La porte Bab el-Bhar et la muraille fluviale
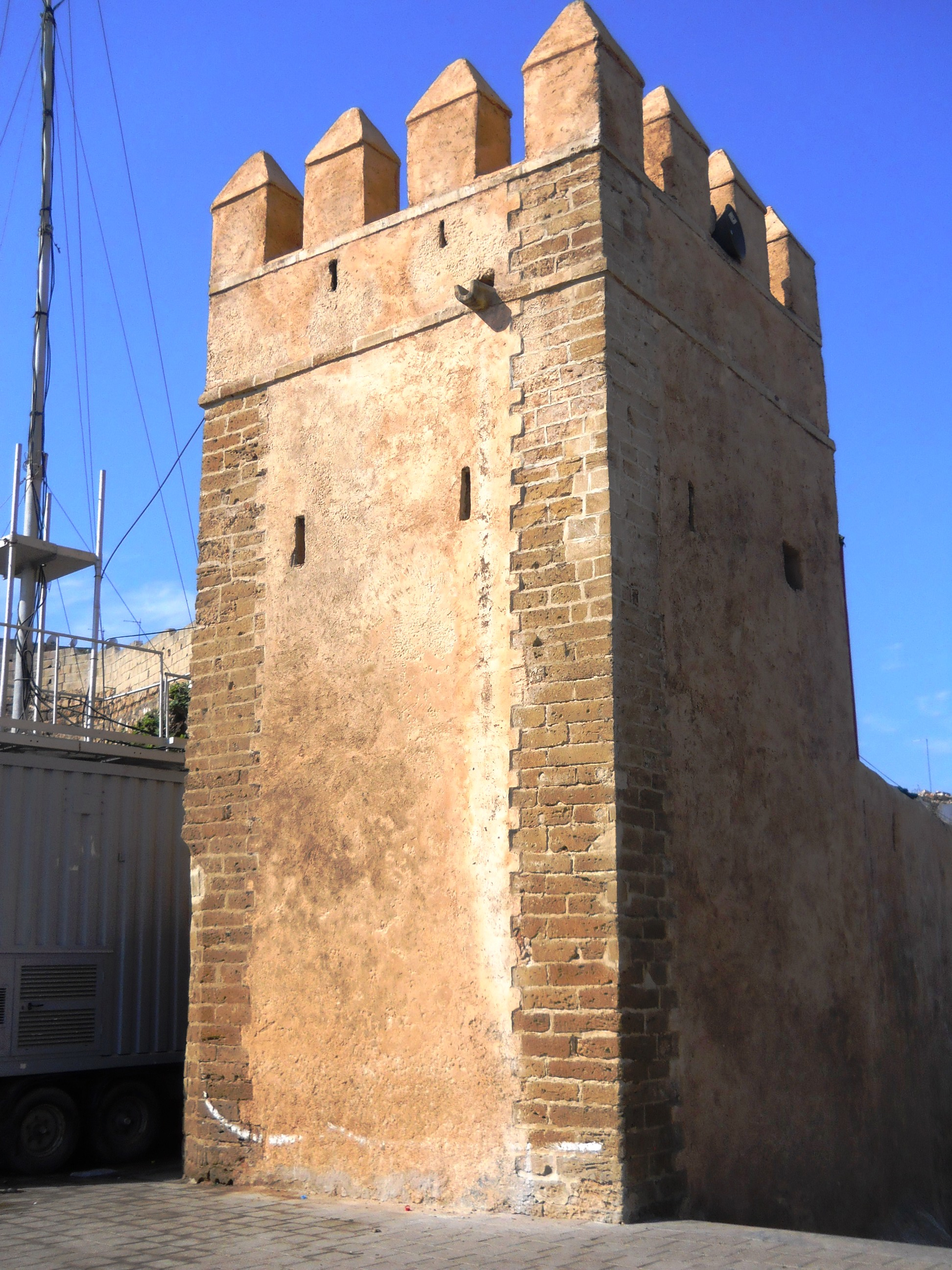
Le borj Lalla-Qadiya

### Rempart maritime
L'existence d'un rempart en bordure de mer remonte au XIVe siècle, soit l'ère mérinide. 
Entièrement reconstruite sous les Alaouites au XIXe siècle, la muraille connue de nos jours suivait à l'origine un tracé ouest-est sur plus de 800 m, ponctué d'embrasures à canon et reliant la kasbah des Oudayas à la muraille almohade. Elle est tombée en ruines et il n'en subsiste que les soubassements. 

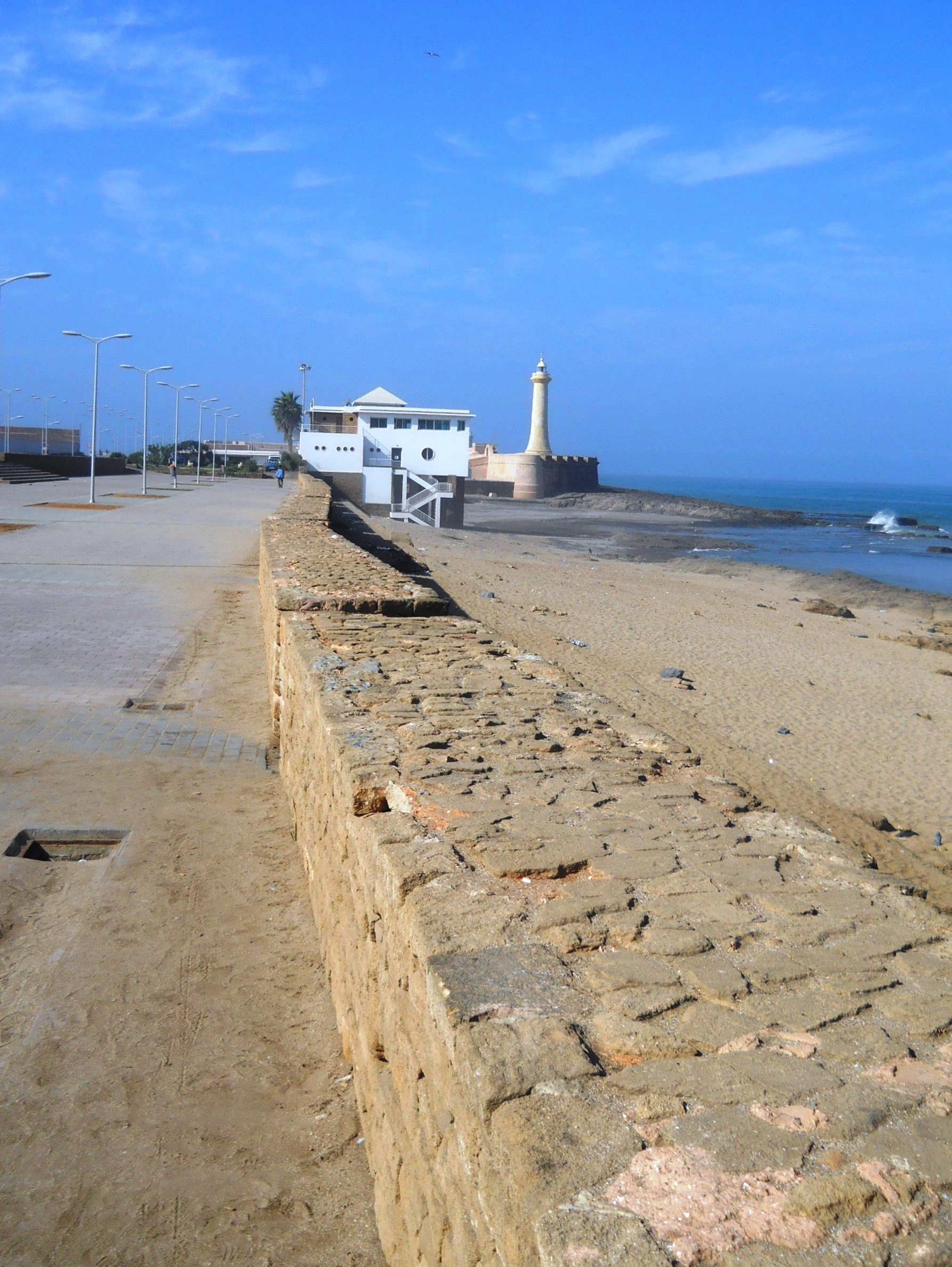
Vue des vestiges du rempart maritime ; au fond, le borj[1] as-Sirat et le phare
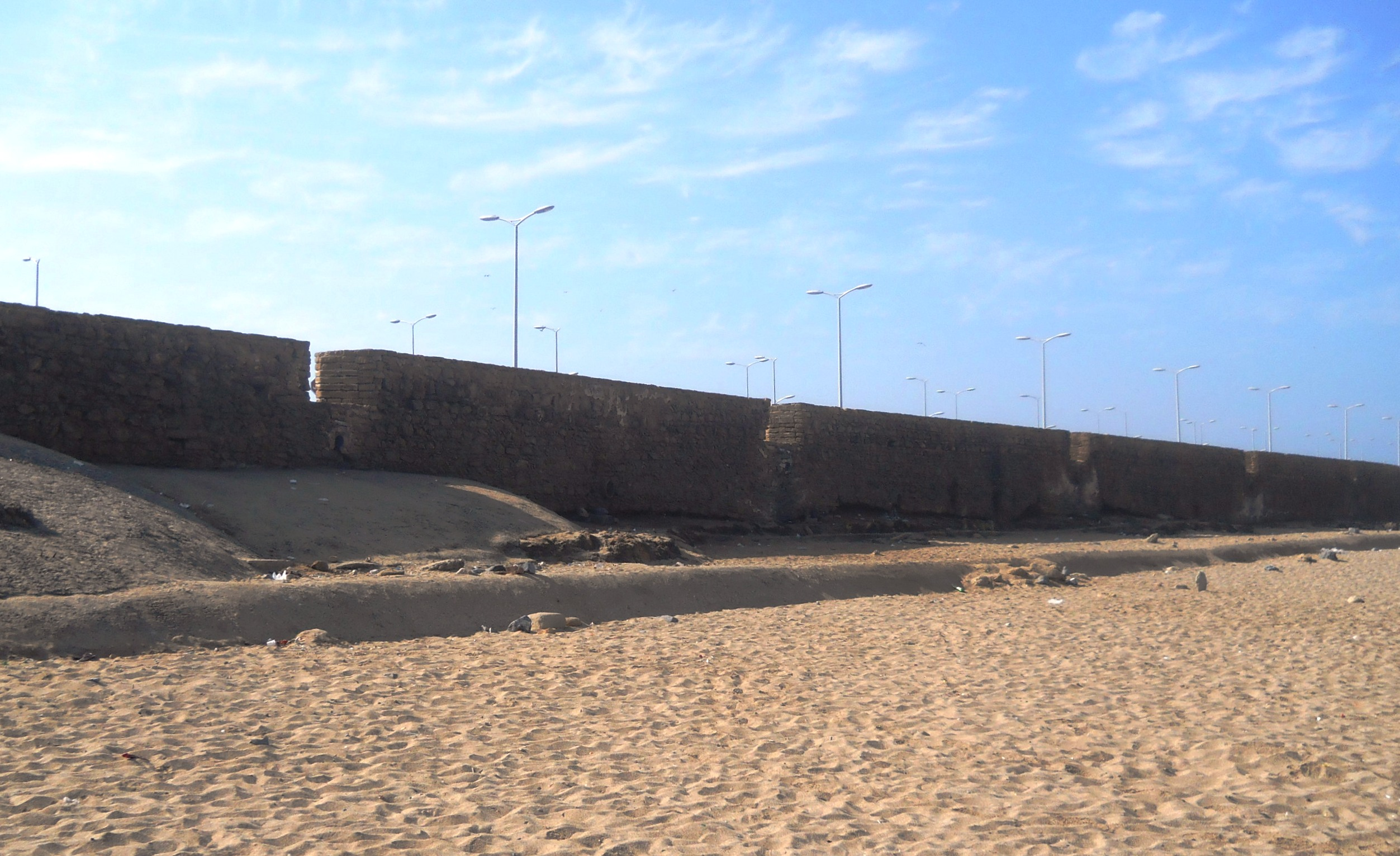
Face extérieure du rempart maritime tel qu'il se présente de nos jours

### Fortifications maritimes

#### Fort de Moulay Rachid
Le fort (ou kasbah) de Moulay Rachid est un édifice défensif construit pendant la seconde moitié du XVIIe siècle, dans le but d'assurer la défense de Rabat du côté maritime ainsi que la kasbah des Oudayas. Il est alors pourvu de 12 canons en bronze, comme l'attestent les témoignages de Germain Moüette et Louis de Chénier,. 
De plan trapézoïdal proche du carré dont les côtés mesurent entre 56,3 m et 59,5 m, le fort est ceint d'une muraille dont l'épaisseur des courtines dépasse 2,5 m et dont la hauteur varie entre 5,5 m et 9 m. Huit tours y sont accolées, soit une à chaque angle et une au milieu de chaque façade. La seule porte d'entrée est percée dans la tour centrale de la face nord-est,.
Le fort garde son rôle défensif jusqu'au règne de Hassan Ier, qui le transforme en caserne.

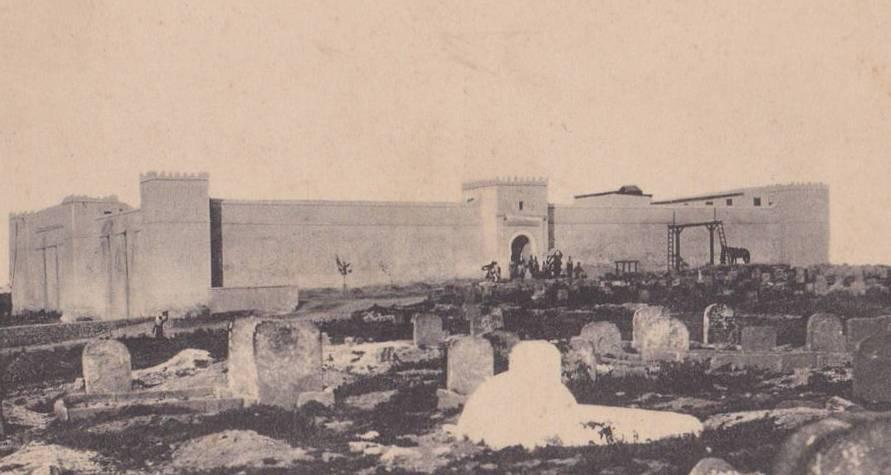
Le fort de Moulay Rachid en 1918

Au courant du XXe siècle, le fort servira de prison jusqu'à la fin du siècle. Aujourd'hui il abrite un musée consacré à l'histoire militaire du Maroc mais demeure fermé au public.

#### Fortins du rempart maritime
Au XVIIIe siècle, le rempart maritime est renforcé par la construction de trois fortins, un à chaque extrémité et un au milieu du rempart, respectivement d'ouest en est : les borjs es-Sirat, ed-Dar et es-Sqala.
Le borj es-Sirat, de forme trapézoïdale et adossé à la muraille almohade, est doté de 19 embrasures. Ce fortin a été construit en 1775-76 à un emplacement où s'élevait auparavant une redoute, elle-même supplantant une tour défensive qui y est signalée dès le XVIIe siècle. Sa plateforme accueille depuis le début du XXe siècle le phare de Rabat. Une tour hexagonale occupe l'angle sud-ouest du fortin, à sa jonction avec l'enceinte almohade,.
Le borj es-Sqala, adossé à la kasbah des Oudayas, est de forme analogue au borj es-Sirat, doté néanmoins de 22 embrasures. Il date de la même période,. Une tour, dite « tour des Pilotes » ou borj el-Oued et datant de la même période est située à 24 m en amont. Cette dernière est dotée de quatre embrasures à canon.
Le borj ed-Dar, au milieu du rempart, a été construit pendant la même période que les deux précédents à un emplacement où s'élevait un fortin depuis le XVIIe siècle. Il a été cependant reconstruit dans sa forme actuelle, pendant la première moitié du XIXe siècle,.

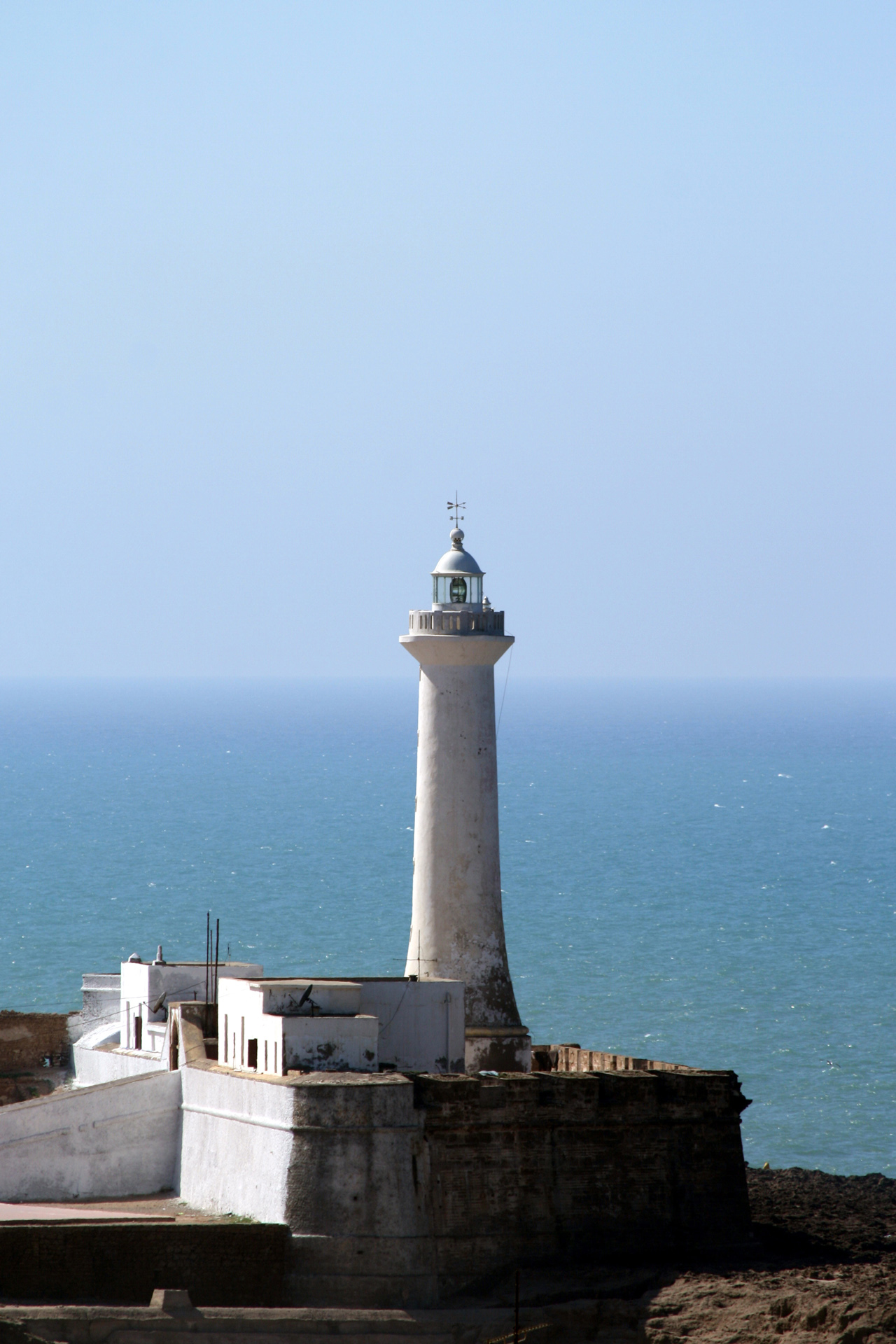
Le borj es-Sirat et le phare de Rabat
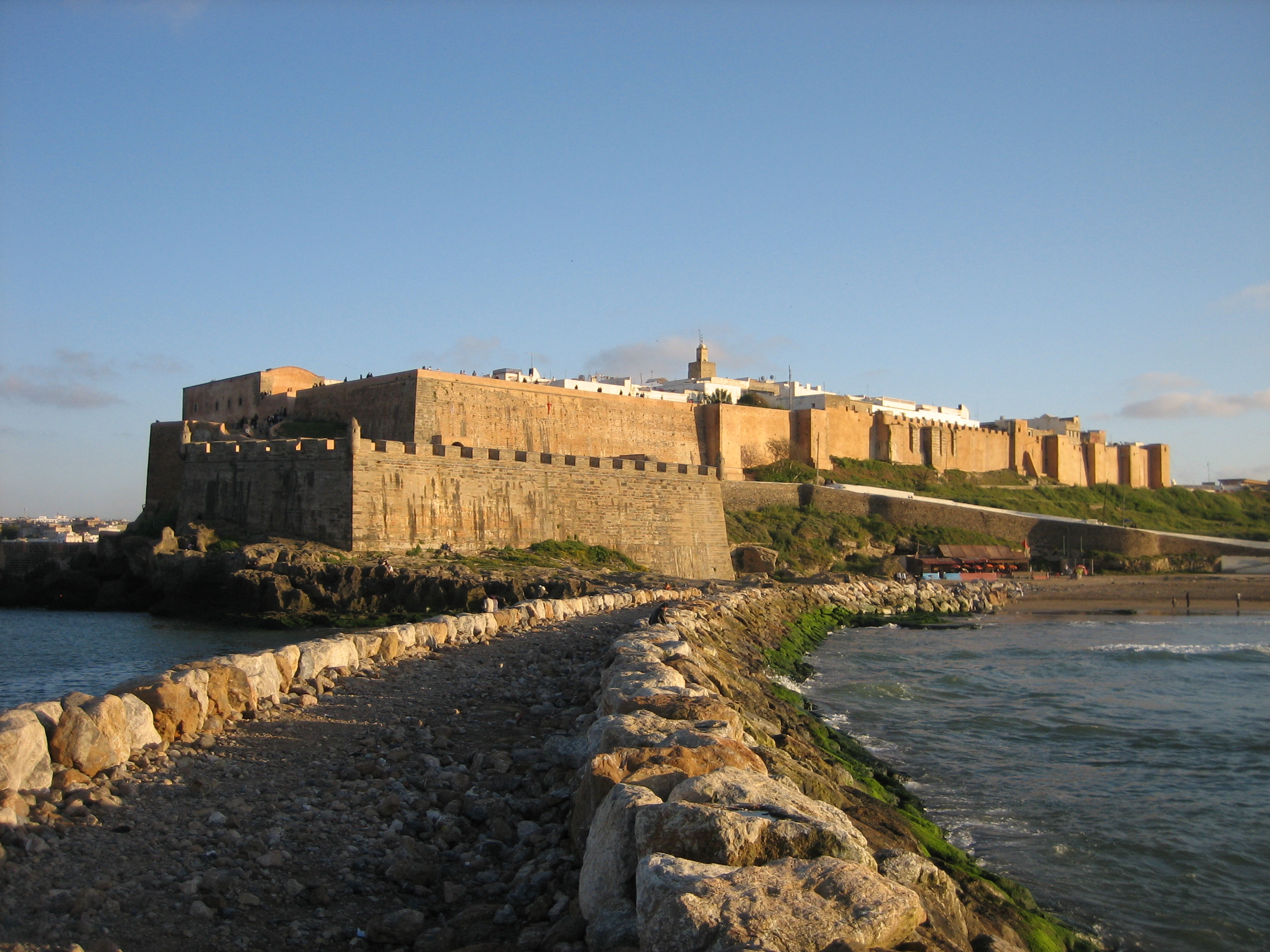
Le borj es-Sqala vu depuis la jetée de Rabat, avec en arrière-plan la kasbah des Oudayas
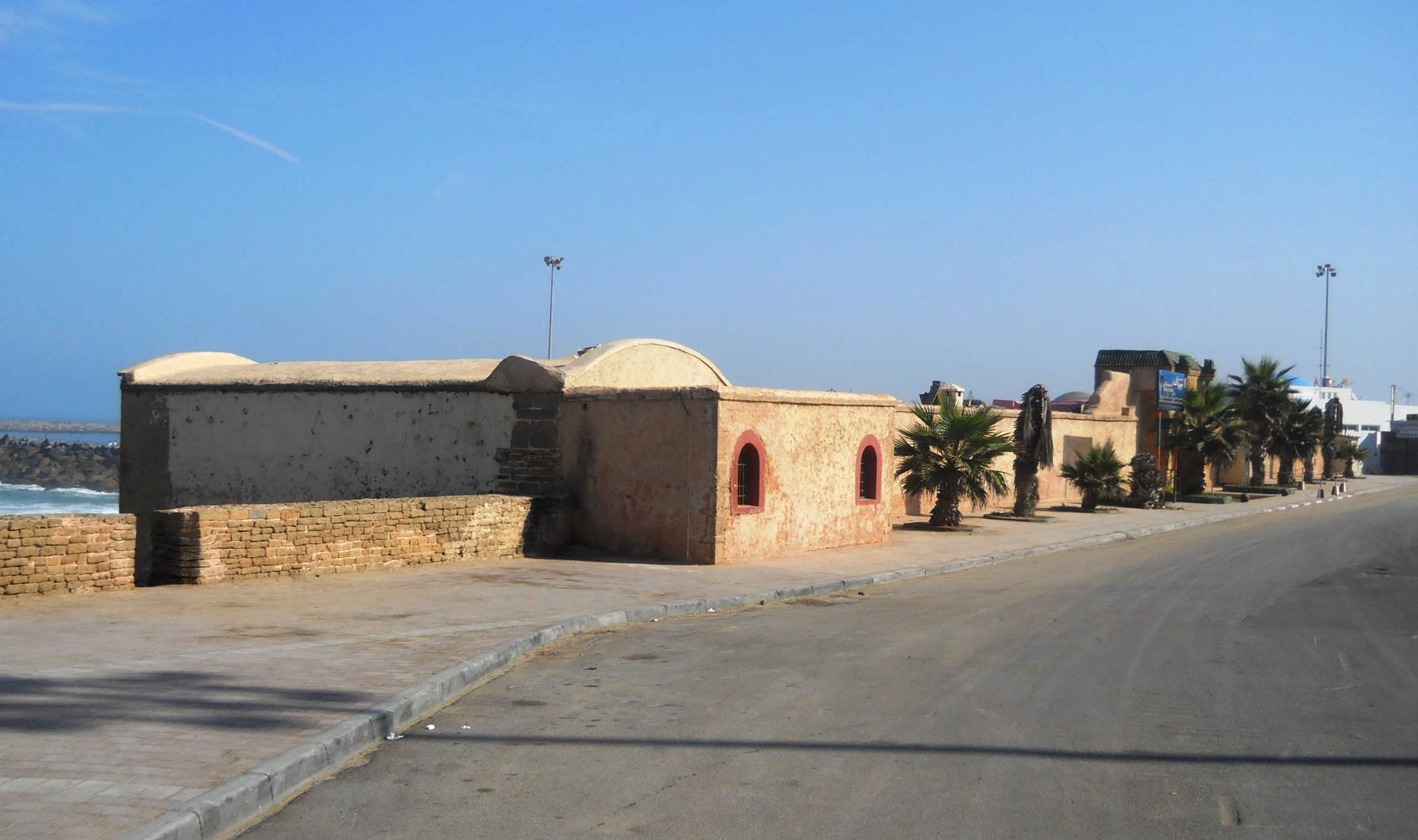
Vue de la façade intérieure du borj ed-Dar ; à gauche, un bout du rempart maritime

#### Borj el-Kebir
Sur la façade maritime des terres englobées par la construction de l'enceinte alaouite du XVIIIe siècle, indéfendable depuis le borj es-Sirat et n'étant pourvue que d'une petite batterie de forme circulaire (borj Khabta), la construction d'un fort est entreprise au XIXe siècle: le borj el-Kebir, connu également sous les noms de fort Rothenburg (du nom de l'ingénieur allemand Walter Rothenburg, qui l'a réalisé) ou de fort Hervé (nom donné ensuite par les Français), qui sera achevé en 1888. 
Le fort est situé à mi-chemin entre les extrémités nord des enceintes almohade et alaouite, contigu au borj Khabta. Il était doté d'une batterie de canons modernes.

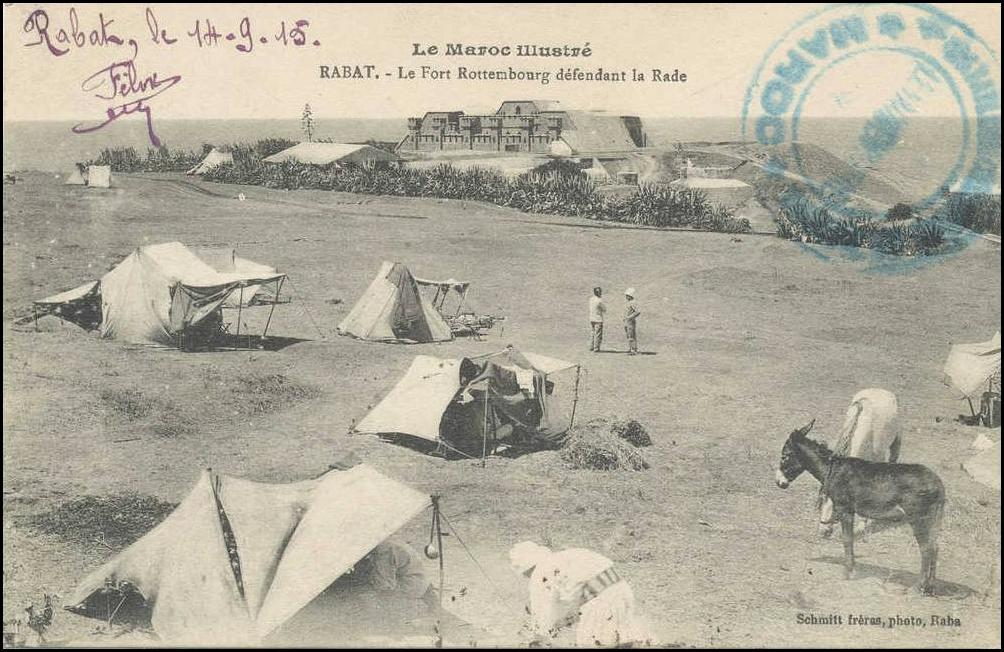
Carte postale représentant un campement face au borj al-Kabir en 1915

## Autres enceintes

### Enceintes de la kasbah des Oudayas

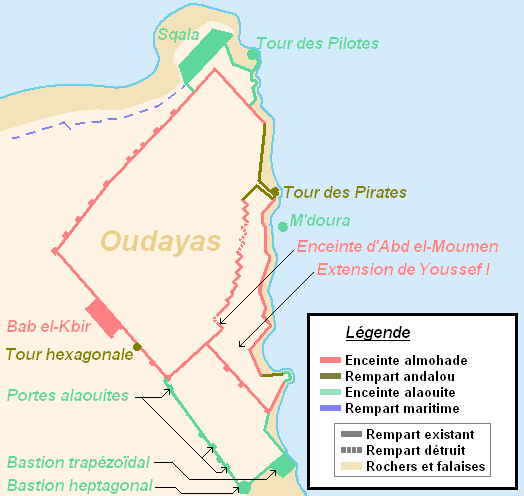
Plan des fortifications de la kasbah des Oudayas

#### Enceintes almohades
Deux enceintes datant de l'ère almohade coexistent au sein de la kasbah. Ainsi, la première enceinte, datant de la fondation de la citadelle par Abd al-Mumin, a été doublée sur sa face fluviale par une seconde muraille sous le règne de son fils et successeur, Abu Yaqub Yusuf. Cette seconde muraille épouse la sinuosité du relief. La partie antérieure, constituée de pans perpendiculaires les uns aux autres, est toujours visible le long de la rue Bazo. 
Du côté du continent et du côté maritime, l'enceinte atteint jusqu'à 10 m de hauteur pour une épaisseur dépassant parfois 3 m, englobant une aire de plus de 3,5 ha. Elle est dotée, à l'origine, d'un chemin de ronde protégé par un parapet et est formée de 4 murailles perpendiculaires:
- au nord-ouest, la muraille, longue de près de 240 m, est flanquée de 10 tours barlongues, dont une faisant la jonction avec la face ouest de la muraille. Le chemin de ronde y a disparu ;
- à l'ouest, la porte Bab el-Kbir occupe une position centrale. Trois tours flanquent cette face du rempart au sud de la Grande Porte, en faisant saillie, dont deux datant de l’ère almohade et une, celle à proximité de la porte, de l'époque de la république du Bouregreg. La troisième et dernière tour en partant de la Grande Porte constitue la jonction à la fois avec la 3e muraille almohade et avec la muraille alaouite. Le chemin de ronde y est protégé par un parapet percé de meurtrières  et surmonté de merlons à pyramidions ;
- au sud-ouest, deux murs perpendiculaires sont englobés dans l'enceinte alaouite, perdant ainsi leur caractère défensif. On y retrouve des vestiges défensifs tels les anciennes tours barlongues et le chemin de ronde, néanmoins sans leurs protections.

#### Extensions des Andalous
On attribue aux Andalous plusieurs aménagements défensifs au sein de la kasbah, notamment:
- la construction d'une muraille longeant le fleuve, d'une hauteur de 10 à 15 mètres pour une épaisseur d'environ 1 m et dont les vestiges subsistent sur environ 76 m ;
- la construction de la « Tour des Pirates » au nord-est de la kasbah, surplombant l'estuaire du Bouregreg ;
- la construction d'une tour à pans coupés à 25 m au sud-est de Bab el-Kbir ;
- le percement d'embrasures à canons dans les tours almohades.

#### Extensions alaouites
Sous le sultan Rachid Ier, une extension de la kasbah vers le sud est entreprise. Une muraille prolonge le rempart almohade occidental, s'y embranchant au niveau de sa tour méridionale et aboutissant au niveau d'un bastion heptagonal d’où la muraille part vers le nord-est jusqu'au bastion trapézoïdal. Une muraille coudée rejoint, au nord-est de l'extension, l'ancien rempart almohade au niveau d'une tour circulaire, datant également de l'ère alaouite,.
La muraille, dont la hauteur varie entre 8,6 m et 17 m pour 1 m d'épaisseur, est dotée d'un chemin de ronde large de 0,65 m protégé par un parapet percé de meurtrières et coiffé de merlons à pyramidions. Elle est également flanquée de deux tours barlongues faisant saillie sur la face sud-ouest, de deux bastions imposants sur la face sud-est et d'une tour semi-circulaire au niveau de la pointe est.
Au XIXe siècle, une dernière tour circulaire, la « M'doura », est construite à moins d'une vingtaine de mètres en amont de la Tour des Pirates.

#### Portes de la kasbah des Oudayas
L'enceinte de la kasbah des Oudayas est percée d'une porte principale, Bab el-Kbir (la Grande Porte), datant de la construction de l'enceinte almohade et permettant l’accès à la partie haute de la kasbah, ainsi que de quatre petites portes secondaires donnant accès à la partie basse de la kasbah et aux jardins.

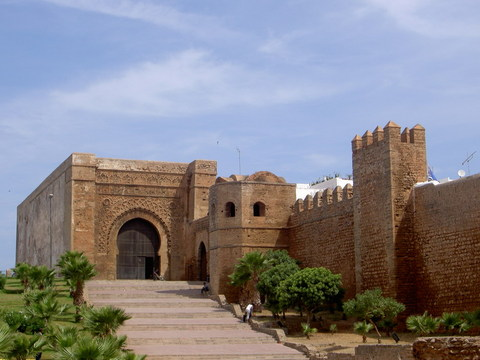
Bab el-Kbir, principale porte de la kasbah des Oudayas
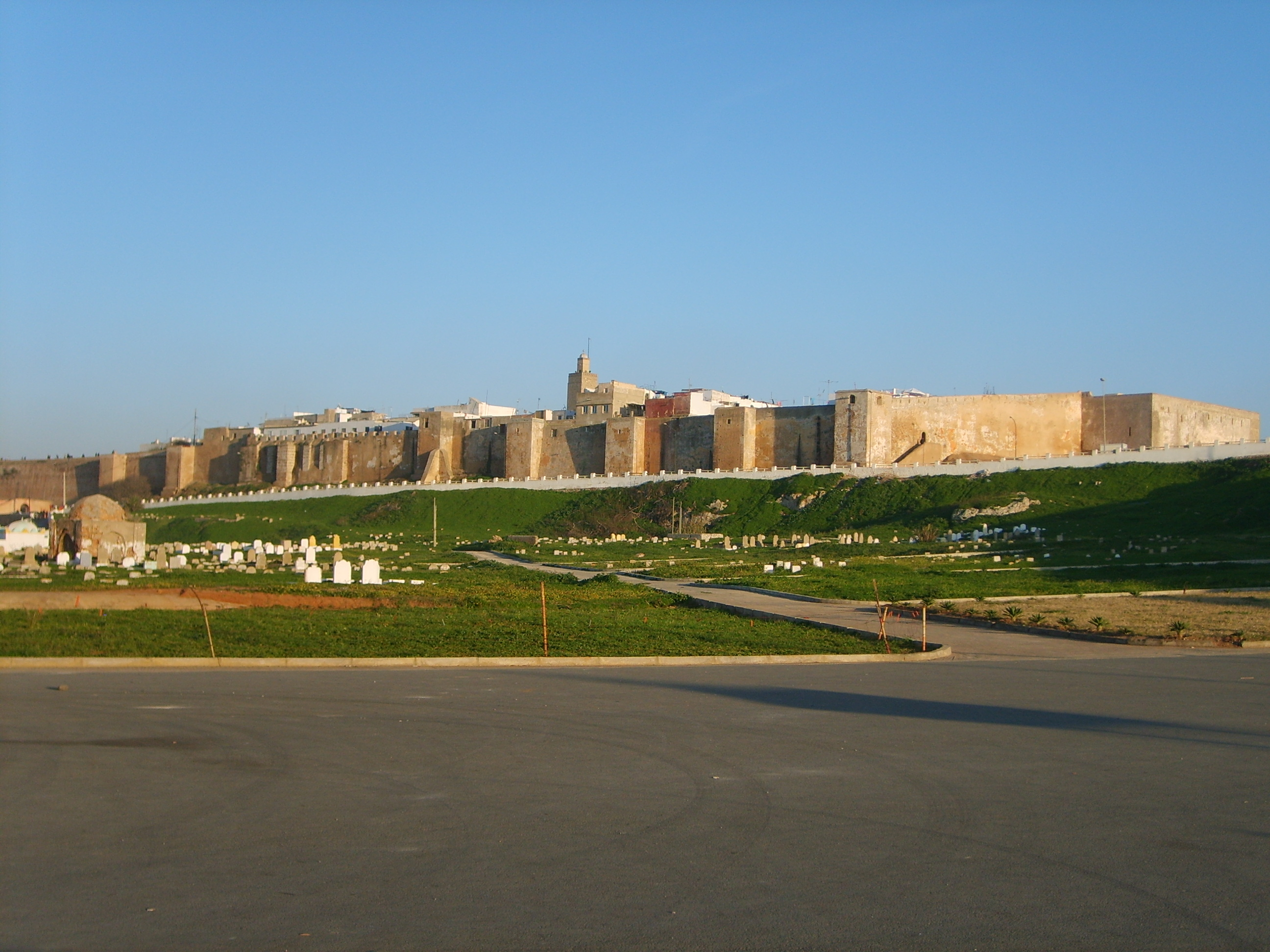
Face nord-ouest des remparts de la kasbah
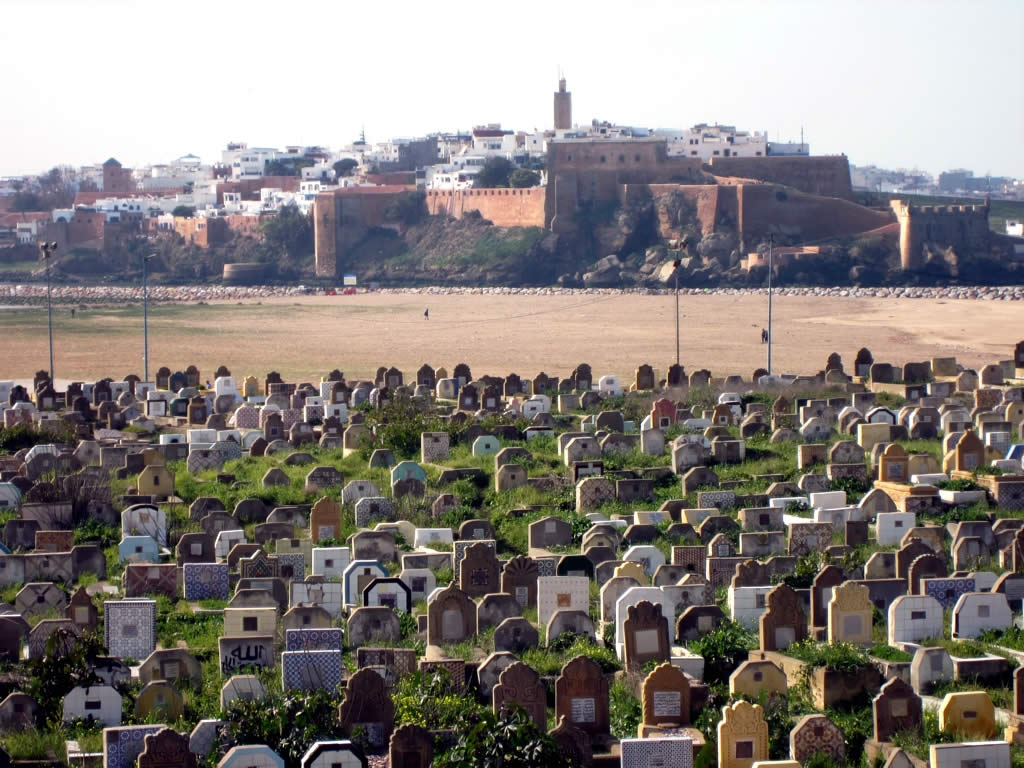
Face est des remparts de la kasbah, vue depuis Salé
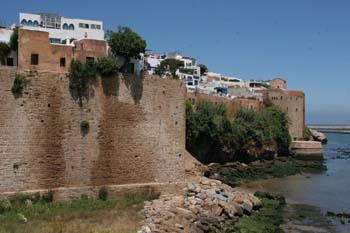
Face est de l'enceinte de la kasbah. Au fond à droite: la « Tour des Pirates ». En contrebas de la tour: la « M'doura ».
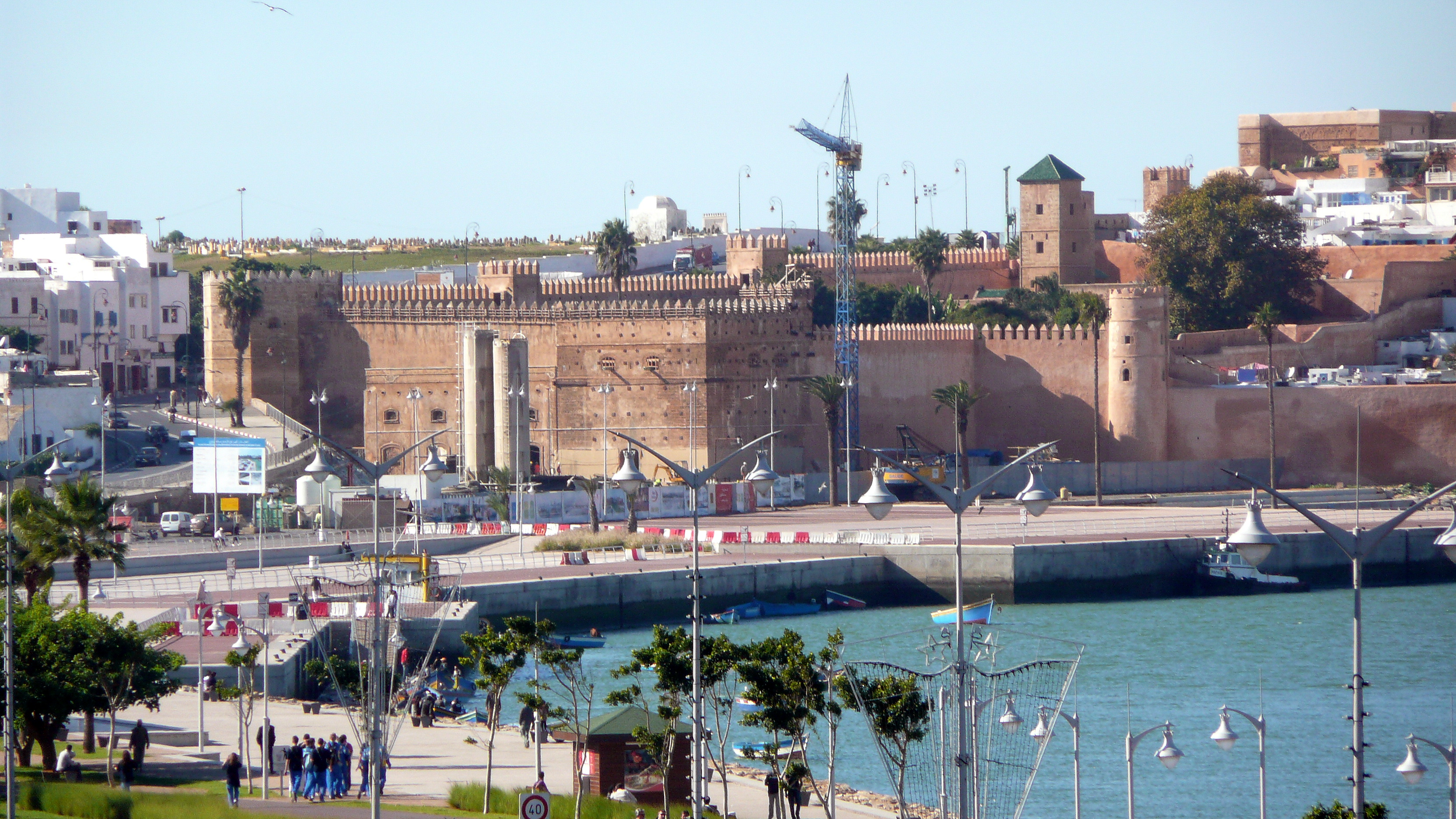
Face sud des remparts de la kasbah
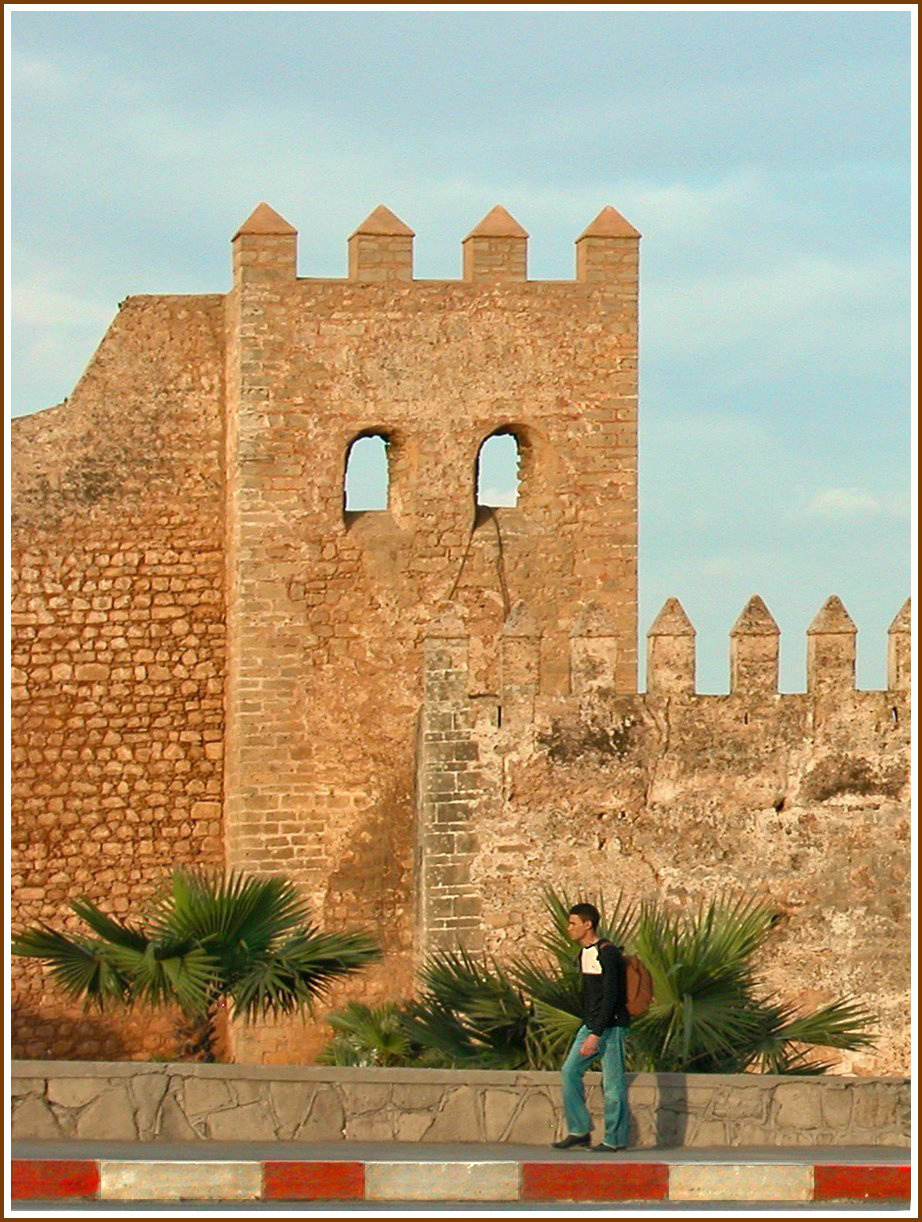
Tour almohade de la face sud-ouest de l'enceinte de la kasbah, s'y embranchant l'extension alaouite (à droite)
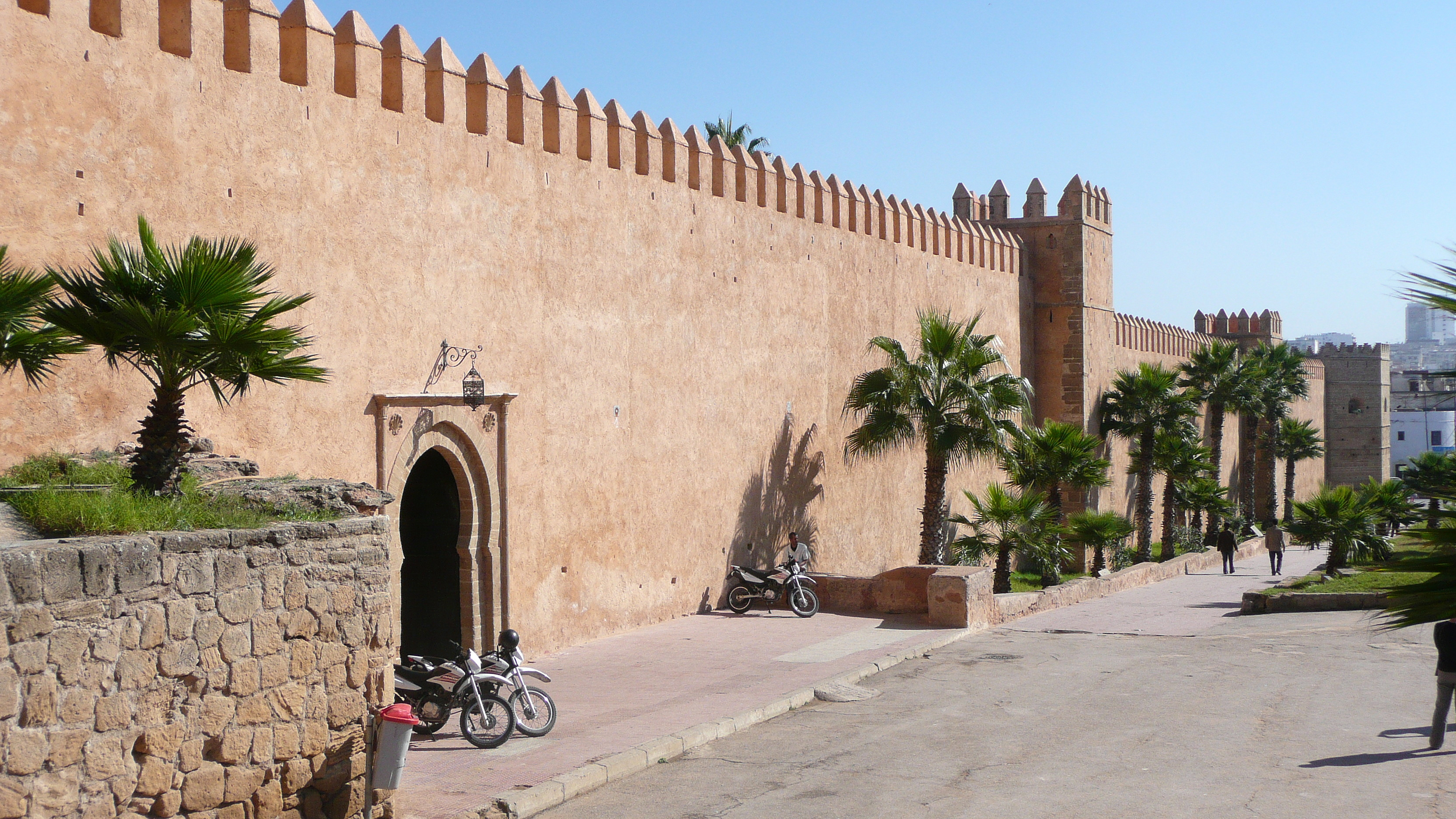
Partie alaouite de la face sud-ouest de l'enceinte de la kasbah
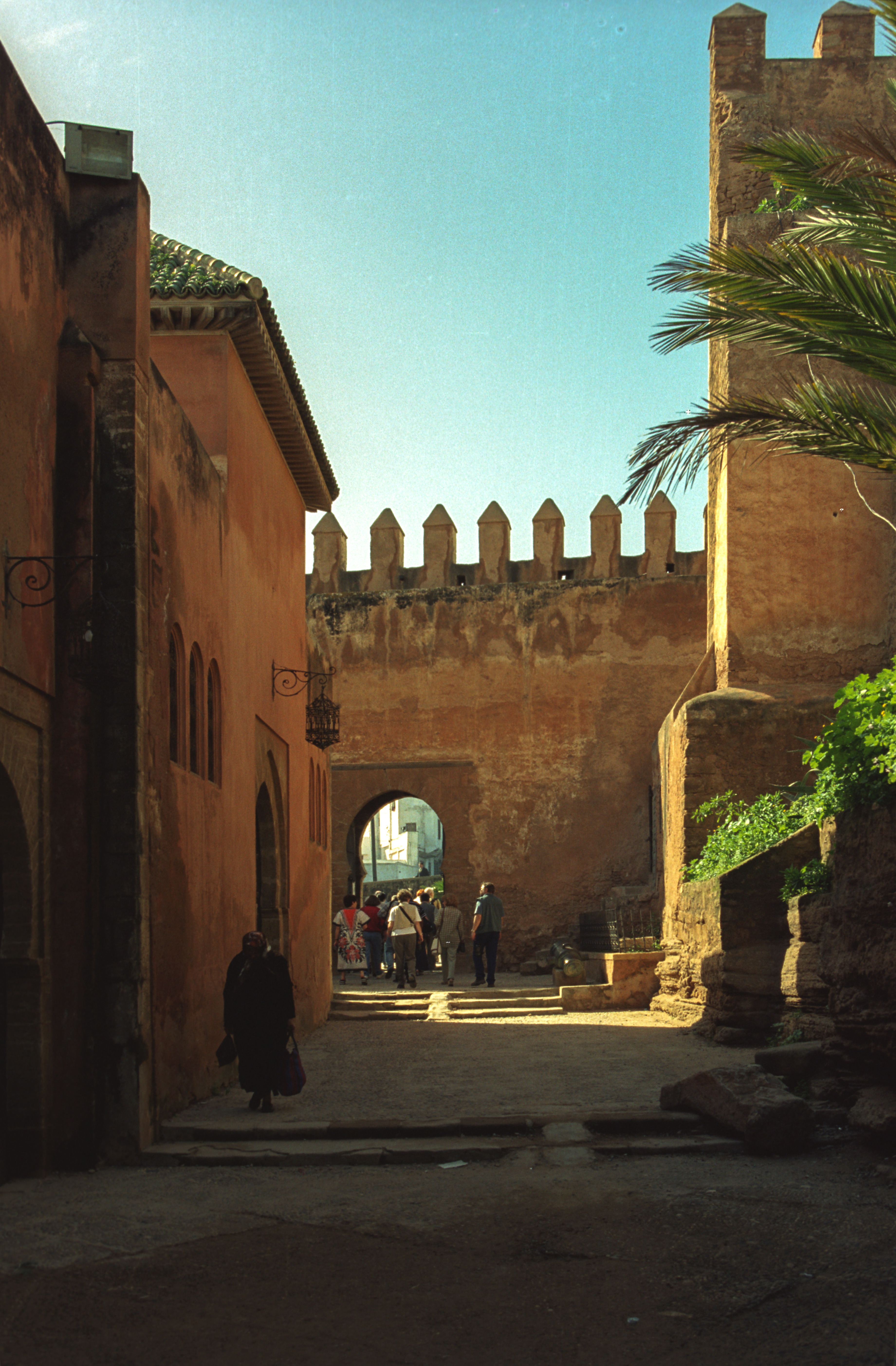
En face : muraille alaouite de la kasbah ; à droite: une tour almohade

### Enceinte du Chellah
Les remparts de la nécropole mérinide du Chellah sont construits en 1339, sous le sultan Abu al-Hasan Ali. Il s'agit d'un pentagone irrégulier délimitant une aire de 23 ha. La muraille, faisant 6 à 7 m de haut pour 1,6 m d'épaisseur, est percée de 3 portes,. 

#### Fortifications de l'enceinte du Chellah
L'enceinte du Chellah est fortifiée de 18 tours ainsi que d'un chemin de ronde protégé d'un parapet doté de merlons à pyramidion, large de 0,65 m, sans discontinuité au niveau des portes et des tours.

#### Portes de la nécropole du Chellah
- La Grande Porte (dite « Bab Sidi Yahya »), entrée principale de la nécropole, est située face aux remparts almohades sur la façade sud-ouest du rempart. C'est une porte rectangulaire flanquée de deux tours.
- Bab ej-Jradi (porte des Jardins), ouverte sur la façade nord-est, se présente comme une porte à coude simple.
- Bab Aïn ej-Jenna (porte de la Source du Paradis), ouverte au milieu de la courtine sud-est, donne sur les jardins extra-muros.

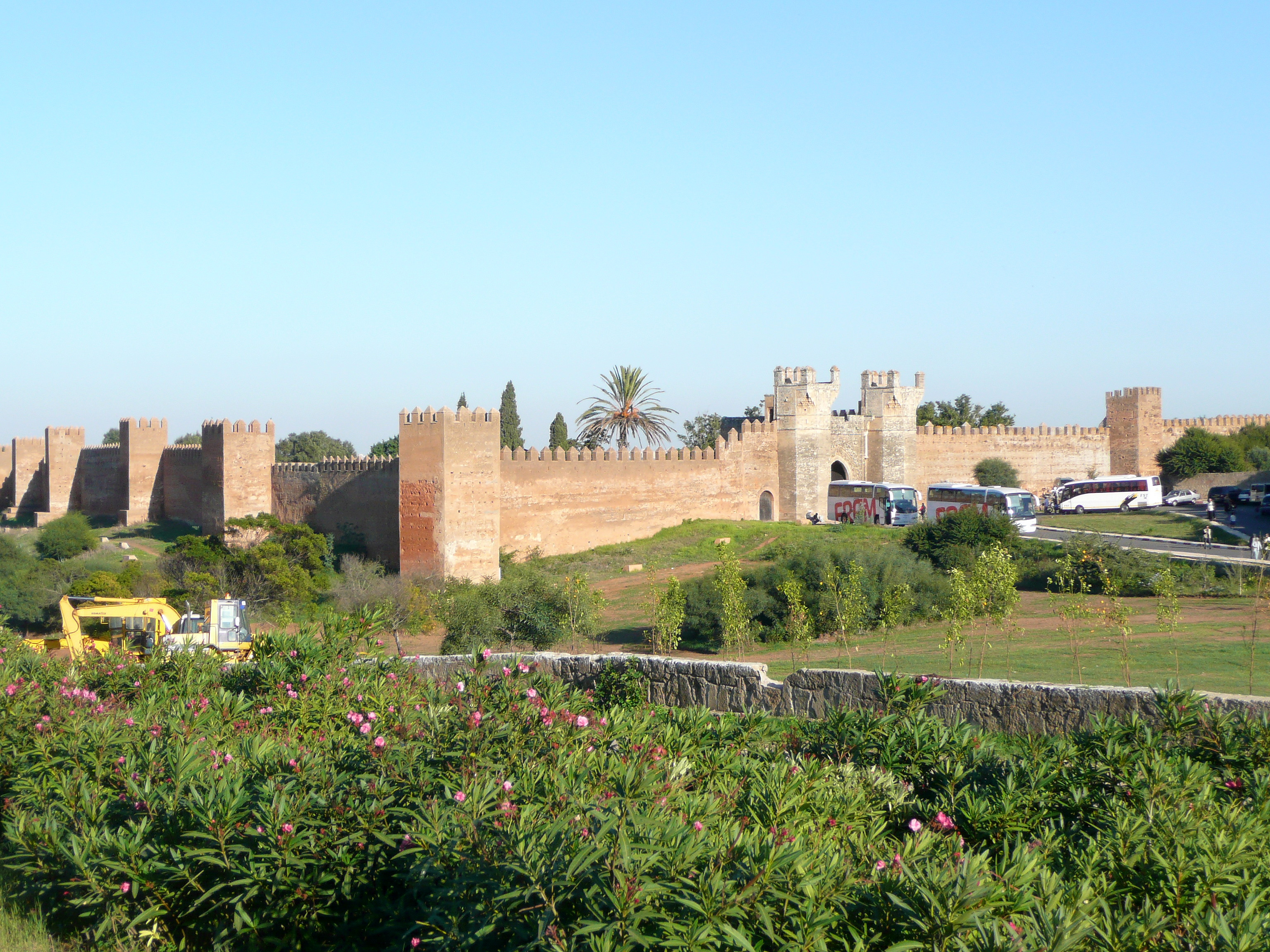
Vue de la face nord des remparts du Chellah
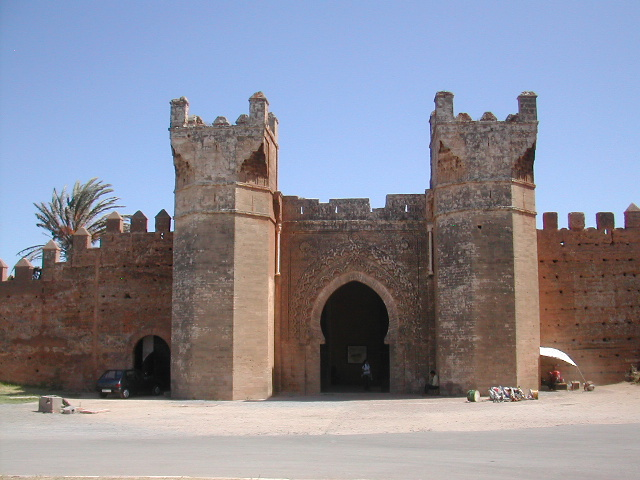
La Grande Porte du Chellah
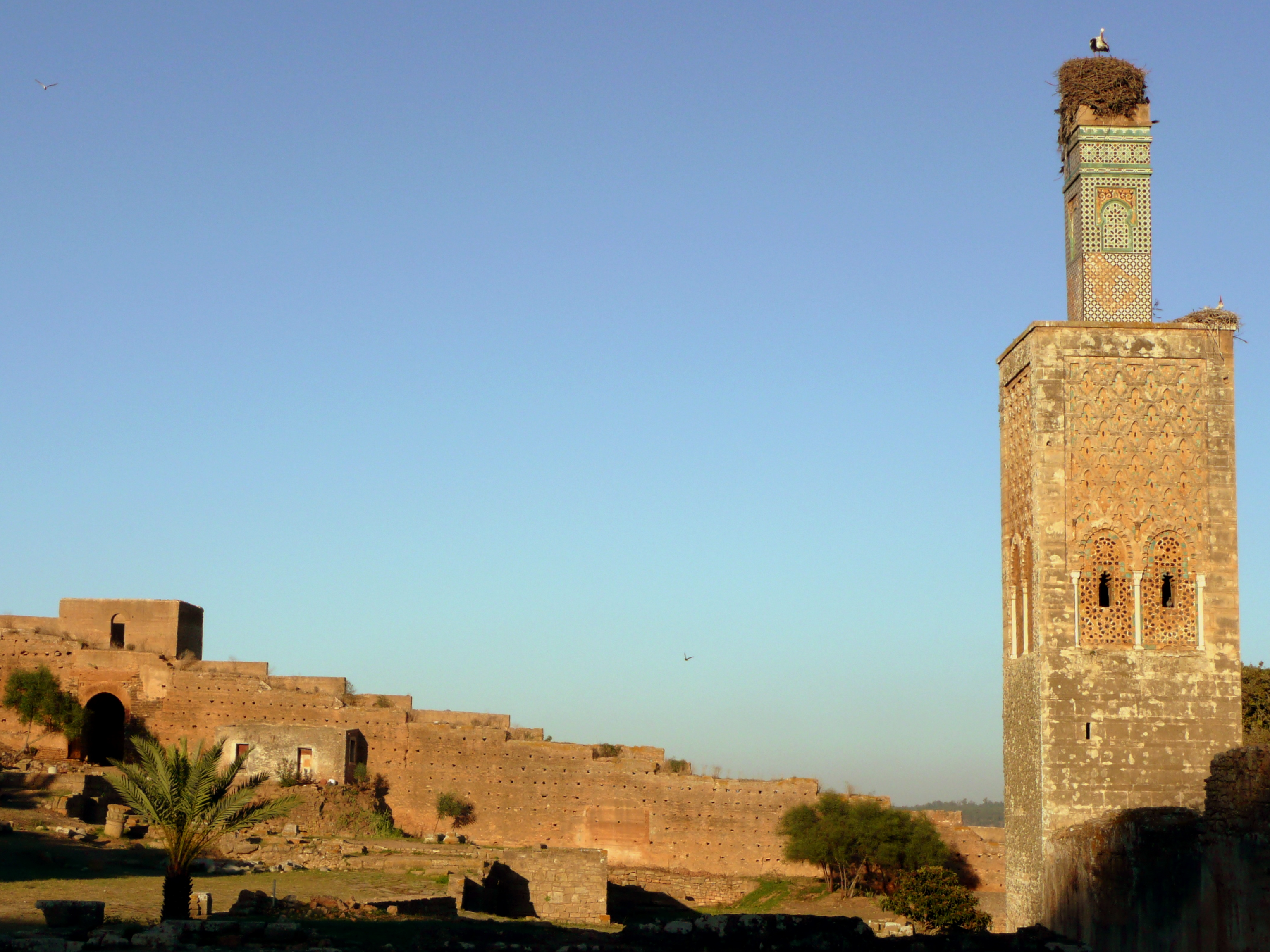
Face intérieure de la muraille nord-est de l'enceinte du Chellah ; à gauche: la face intérieure de Bab Ej-Jradi
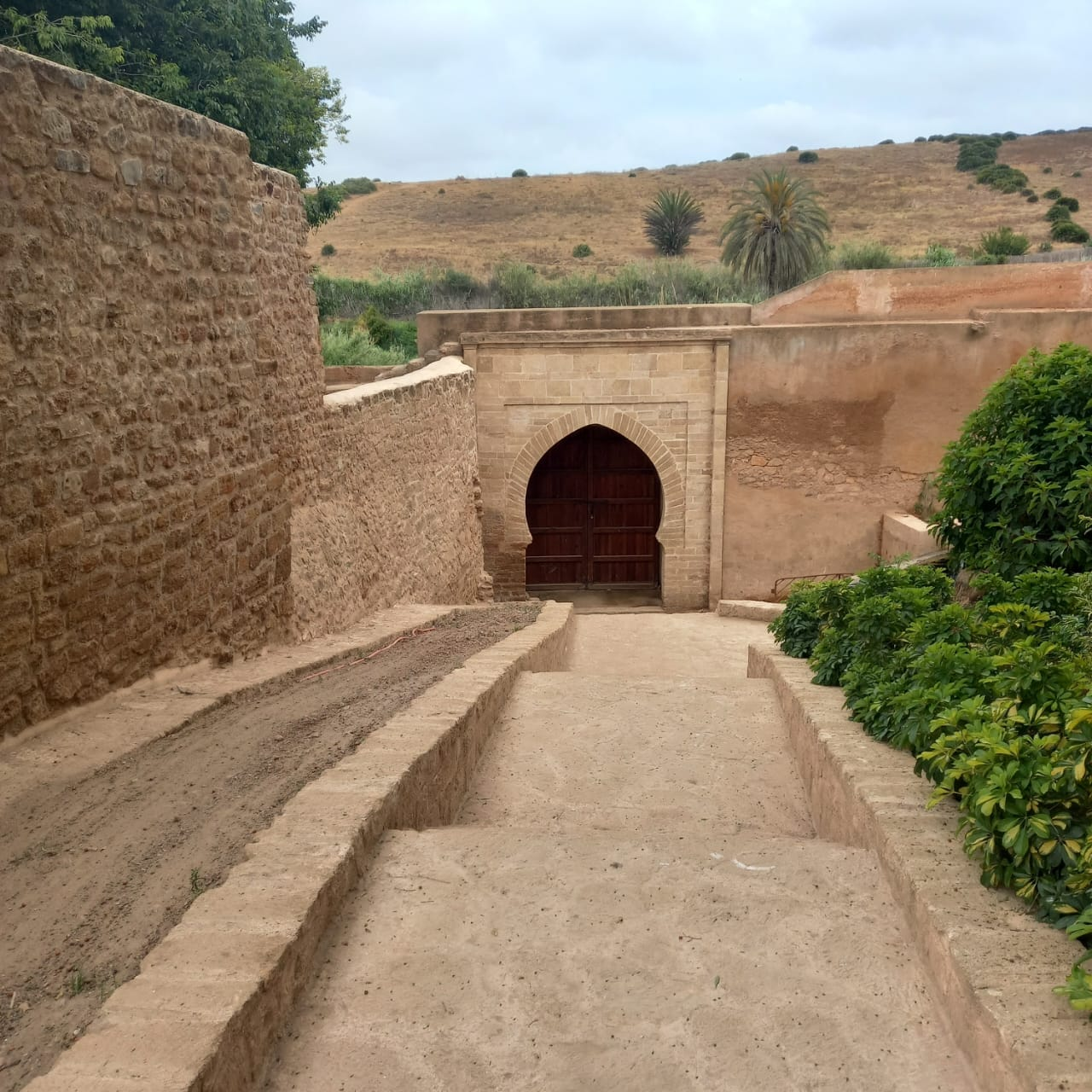
Face intérieur de Bab Aïn Ej-Jenna

### Enceinte de Touarga

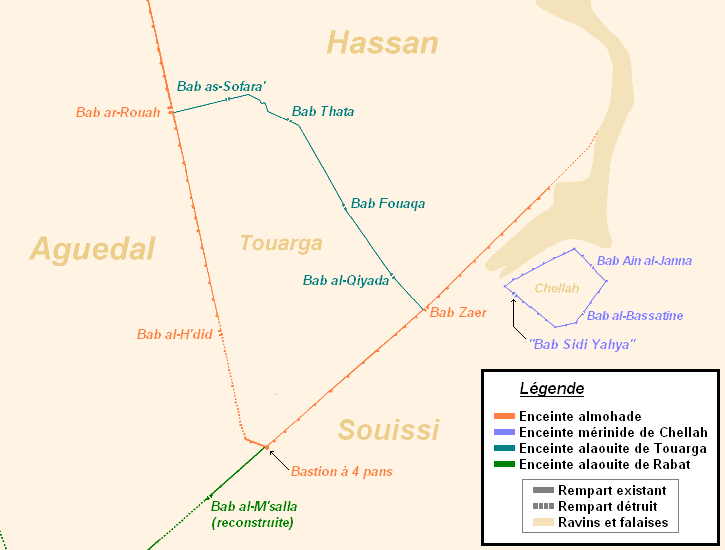
Carte des enceintes et des portes de Touarga et du Chellah

L'enceinte de Touarga, construite sous le règne de Moulay Abderrahmane, entre 1866 et 1867, est la plus récente de Rabat. Elle est constituée de deux segments perpendiculaires aux murailles almohades, s'embranchant respectivement au niveau de Bab er-Rouah au nord et de Bab Zaer au sud. Elle délimite une superficie de près d'un km2 englobant la commune de Touarga, dont le Palais royal, la mosquée Ahl Fâs, le méchouar — esplanade servant à des cérémonies en plein air — Essaïd, le département du chef du gouvernement et le ministère des Habous et des Affaires islamiques. 

#### Portes de l'enceinte de Touarga
- Bab es-Soufara (porte des Ambassadeurs), seule porte de la face nord, permet l'accès au méchouar depuis le centre-ville (quartier Hassan) ;
- Bab Thata, percée au nord de la face est, permet l’accès aux habitations du quartier Thata ;
- Bab Fouaqa, percée au milieu de la face est, permet l'accès aux habitations du quartier Fouaqa ;
- Bab el-Qiyada el-Olya (porte de la Commanderie suprême), analogue à Bab es-Soufara, percée au sud de la face est, permet l'accès à la Bachaouya (siège de la commune) et aux administrations.

Plusieurs ouvertures dans la muraille almohade permettent l'accès à Touarga depuis les quartiers de l'Agdal et de Souissi.

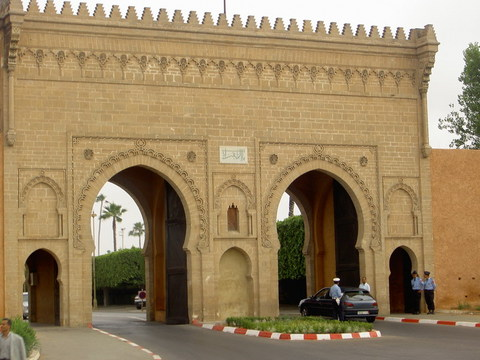
Bab es-Soufara
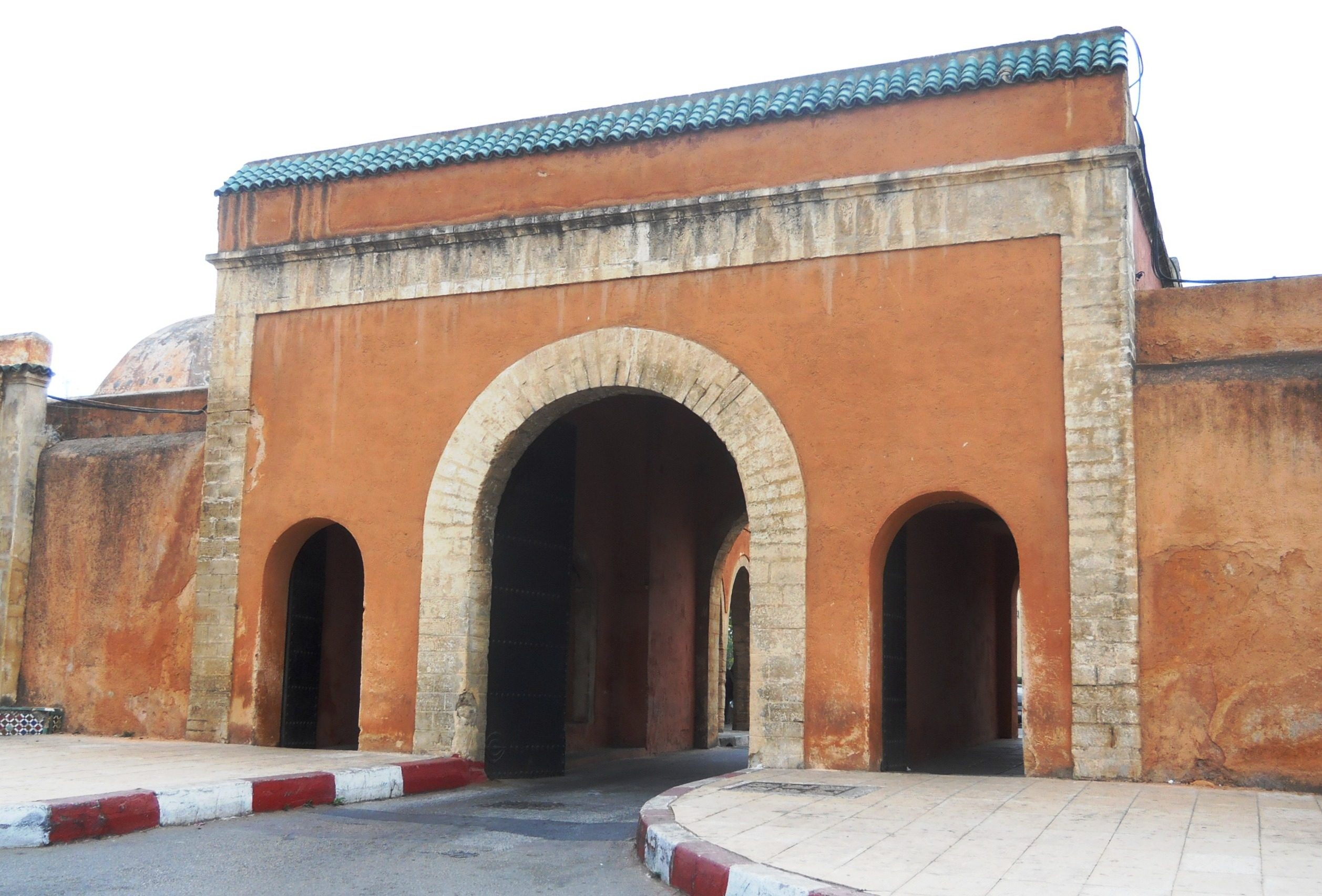
Bab Thata

### Articles liés
- Enceinte de la médina de Salé
- Enceintes et fortifications de Fès
- Remparts de la médina de Marrakech